# 西遊記の成立史

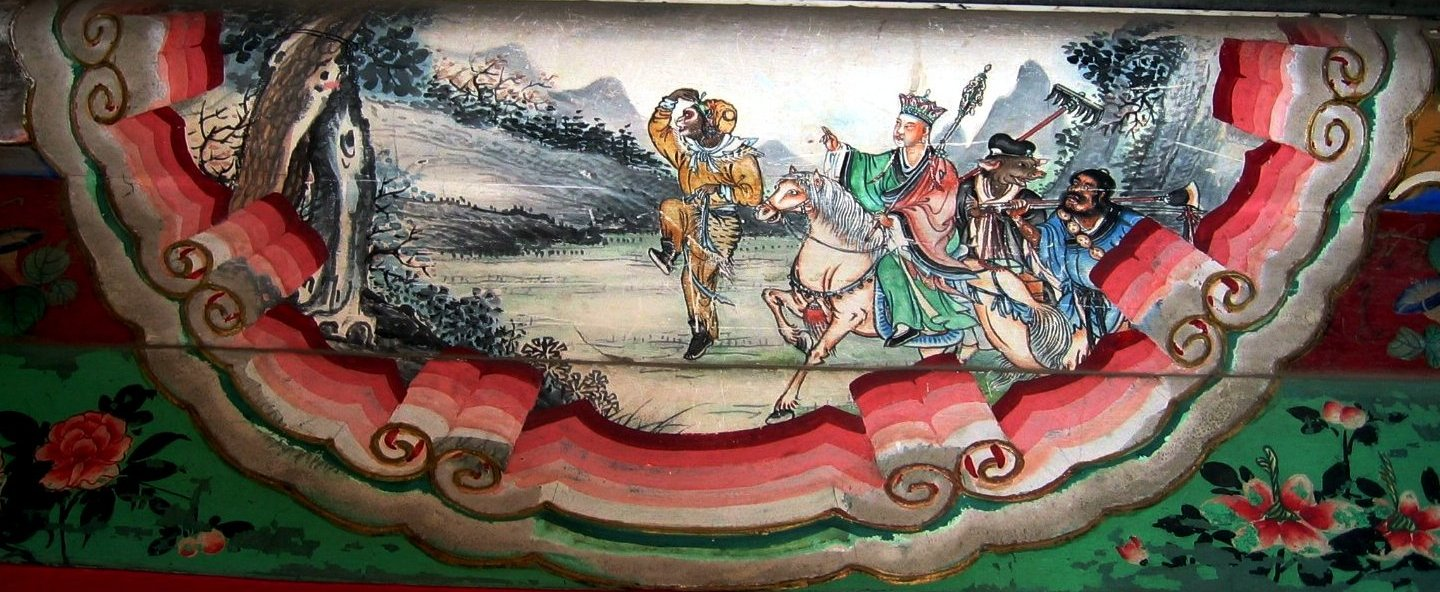
頤和園長廊の西遊記画

西遊記の成立史（さいゆうきのせいりつし）では、中国明代に成立した長編白話小説で四大奇書の一つである『西遊記』の成立過程について概説する。『西遊記』は唐代初期を舞台とし、三蔵法師がサルの孫悟空、ブタの猪八戒、水怪の沙悟浄らを供に、幾多の苦難を乗り越え、経典を求めて天竺（インド）を目指して旅するという神怪小説である。実在の僧侶玄奘が、仏典を求めるため国禁を犯し、16年の歳月をかけてインドとの間を往復した史実を踏まえてはいるが、各地に伝わった三蔵伝説や猿にまつわる逸話などを吸収し、南宋代の都市で語られた講談や元の雑劇で発展した。元末期頃（14世紀）に大枠の話が成立した後、いくらかの改編を経て、明代中期の16世紀に、長篇小説として完成する。現存する最古のテキストは、1592年初版の『新刻出像官板大字西遊記』（世徳堂本）であり、その後清代にかけて様々な刊本が発刊された。

## 作者の問題
小説『西遊記』の作者は不詳であり、一般的には呉承恩という人物とされることも多いが、確たる根拠はなく、甚だ疑わしい。作者が不明なのは、『西遊記』の古刊本に作者が明示されたものがないためである。かつては清代の『西遊証道書』の序文「西遊記原序」（虞集序とも）に、作者を「丘長春真君」とする記述があったことから、チンギス・カンに仕えた道士の丘処機（長春真人）が作者とされていた。確かに長春真人には「西遊記」という名の著作があるのだが、これは紀行であって小説ではない。後述するように、長春真人を作者としたのは清代の書店による権威の箔付けであり、事実ではない。
それに対し、最初に呉承恩を作者として挙げたのは、清代考証学者の丁晏（1794年 ‐ 1875年）らと言われる。20世紀に入り中華民国時代に魯迅が『中国小説史略』でこの説を採用し、胡適も同様に主張して、以降定説化したものである。呉承恩（字は汝忠）は明代の官僚で、多くの著作を残したというが、現在そのほとんどが伝わっていない。作者に擬せられた理由は天啓年間の『淮安府志』巻12「文目」に「呉承恩、射陽集四冊 巻、春秋列伝序、西遊記」との記述があるためである。ここに記された「西遊記」が小説『西遊記』のことと解釈され、呉承恩を作者とする説が生じた。しかし「西遊記」という書名は、上記の長春真人の例でも分かる通り、西方への旅行記を指す一般的な名詞でもある。ゆえに『淮安府志』に記された「呉承恩西遊記」もまた小説『西遊記』を意味するものとは限らない。そもそも王朝が公式に作成した正史に準ずる存在である地方史『淮安府志』に、当時の士大夫（知識人）層から軽蔑された白話小説の作者であることが堂々と記載される蓋然性も低い。明代の著作を集めた黄虞稷『千頃堂書目』において「呉承恩西遊記」が巻8史部「輿地類」に分類されていることからも、この書が地理志ないし紀行文であって、小説だった可能性は低いとみられる。また現存するすべての明刊本において、作者を呉承恩と記載したものは1点も存在せず、呉承恩が小説『西遊記』の作者であるという説は、現在ではかなり疑わしいとされる。
『西遊記』という小説は、宋代の講談や元代の雑劇などで培われた逸話群に由来を持ち、明代に長篇小説として成立した経緯から、一人の作者を特定するのはそもそも不可能で、せいぜい長年培われた伝説をまとめ上げた編者の存在が想定できる程度である。それとて長春真人や呉承恩といった人物が、候補として見なしがたいというのは上記で見た通りである。同様の成立過程を持つ『三国志演義』『水滸伝』も、それぞれ羅貫中・施耐庵などの名がしばしば作者として挙げられるが、彼らも作者ないし最終編者として見なすには根拠が薄弱で似た状況にある。『西遊記』も最終的な編者が誰であるか、証拠が発見されていないため、現時点では不明と言わざるを得ない。以下に『西遊記』が小説として形成されていく過程を概観する。

## 唐三蔵伝説の変遷

玄奘三蔵

『西遊記』は唐の太宗時代の僧侶・玄奘三蔵が天竺（インド）に仏典を求めて旅し、十数年の苦難の果てに帰国したという史実を踏まえた作品である。しかし、成立の過程で玄奘とは直接関係のない仏教・道教説話や、各地の伝説を取り込んでいき、また孫悟空・猪八戒・沙悟浄ら様々な架空のキャラクターの造形も成立していった。以下にその形成過程を見ていくこととする。

### 史実における玄奘
実在の玄奘（602年? - 664年）は、7世紀の僧侶である。俗名は陳褘。隋唐交代期の戦乱を経て武徳5年（622年）に具足戒を受け、経典を学ぶうち、仏教の原典の研究が不可避と考え、貞観3年（629年）国禁を犯して天竺（インド）に向けて出国。西域を経由してインド（ヴァルダナ朝）に至り、ナーランダ僧院で唯識を学んだ。貞観19年（645年）に帰国した際、657部もの経典を長安（現西安市）へ持ち帰り、その漢訳に従事して、麟徳元年（664年）に入寂した。太宗の請いにより旅の経緯を『大唐西域記』12巻として残した（実際には玄奘の記録や口述を弟子の辯機が執筆）。「三蔵法師」の名は経蔵・律蔵・論蔵に精通している僧侶として太宗皇帝から与えられた称号である。この称号は玄奘に限られたものではなく、鳩摩羅什や善無畏・不空などの高僧にも贈られ、"三蔵法師"は必ずしも玄奘のみを意味する名ではない。しかし生前から玄奘の令名は高まっており、多くの人物から崇敬されたため、次第に「唐の三蔵」といえば玄奘を指す傾向が強くなっていく。

### 唐代の三蔵伝説

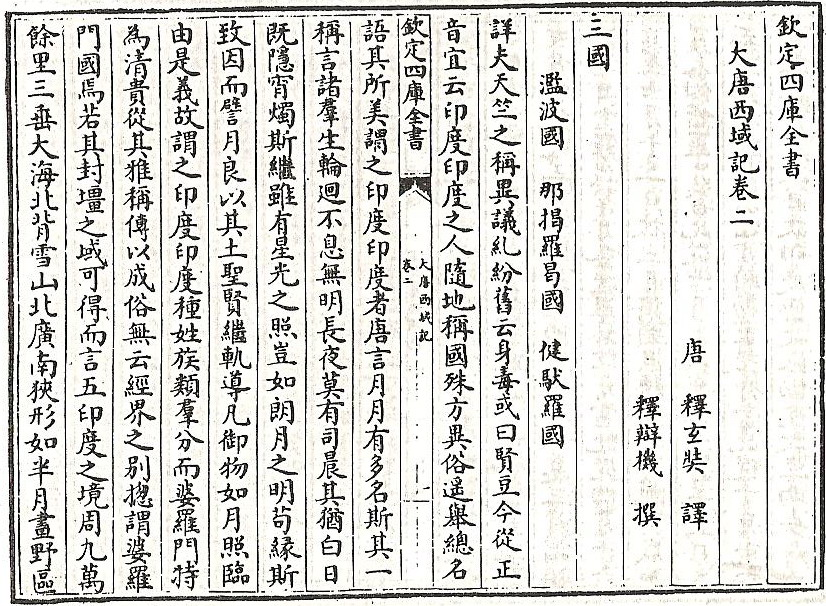
大唐西域記

玄奘本人や彼のインドへの旅は、すでに生存中から伝説化・神格化が始まっていた。そして玄奘の死からわずか24年後の垂拱4年（688年）に弟子の慧立によって書かれ、彦悰が補った『大慈恩寺三蔵法師伝』（以下、『慈恩伝』）では、玄奘の誕生時に母の夢に法師が現れ、西天取経が定められた運命であったという説が早くも生まれている。三蔵が天竺から招来して翻訳した経典の中で最も著名なものは『般若心経』であるが、『慈恩伝』では蜀（四川省）で三蔵がぼろをまとった病人を哀れんで衣服と食物を与えたところ、その病人からお礼として『般若心経』を受けたことになっている。20世紀に敦煌で発掘された『唐梵翻対字音般若波羅蜜多心経』にも同様の話が載っているが、『慈恩伝』と異なり、取経の旅の途中に蜀で病僧（実は観音菩薩の化身）から得たとある。この地域でも早くから三蔵伝説が形成されていたことが分かる。また『慈恩伝』や『大唐西域記』に登場するインドに至るまでの地名は、後の小説にも採り入れられていく。

#### 摩頂松の伝説
玄奘が天竺へ赴く前、霊巌寺の松の枝をなでながら「私が西方へ行く間は、西へ枝を伸ばせ。私が帰国する際には東へ伸びて弟子に知らせろ」とつぶやいて出発したところ、その松は何年も西へ伸びていたが、あるとき突然東へ延びたので弟子たちは「師匠のお帰りだ」と西へ出迎えに行くと、果たして玄奘が帰ってきたところだったという。これは「摩頂松の伝説」と呼ばれ、978年編集の『太平広記』（巻92）に収録されている。この伝説は早くから流布されていたと見られ、『太平広記』から遡ること140年前の会昌元年（841年）に、長安を訪れた日本の僧侶円仁（慈覚大師）が『入唐求法巡礼行記』（巻3、会昌元年条）で、大慈恩寺翻経院にすでに「三蔵摩頂」の絵が描かれていたことを記載している。

#### 深沙神と三蔵の前世
また後の沙悟浄につながる深沙大将（深沙神）と玄奘が関連する説話も、唐代にすでに現れている。日本の僧侶覚禅（1143年 - ?）による図像集『覚禅抄』に載せる9世紀末の説話では、玄奘の旅の途中に訪れた流沙で、深沙大将（毘沙門天もしくは泰山府君と同じとされる）が、玄奘の前世7度に渡る取経失敗を示す七髑髏を示し、玄奘に対してすみやかに東土に帰らねば死ぬぞと脅したと記されている。それ以前の『慈恩伝』においてもすでに、玄奘が沙河で矛を持った巨大な神の夢を見たという記述があり、それが当時広く信仰されていた毘沙門天に仮託され、深沙神に代わったものと思われる。やや時代を下った三蔵画も、髑髏を首に提げている図が多く、この伝説が広まっていたことがうかがえる。この話が宋代の『大唐三蔵取経詩話』第8話では、深沙神は二度まで前世の玄奘を食らって頭蓋骨を首に下げていたが、今回は過ちを悔いて金の橋となり一行を渡したという話になっており、さらに後の明代の戯曲では深沙神は沙和尚に変わることになる。
また、玄奘が取経の旅に出る前に滞在した蜀（四川）の地でも、早くから玄奘三蔵に関わる伝説が各地で生じていた。これらは現在の『西遊記』とは異質な伝説が多いが、後の宋刊取経詩話の形成を促す素材となっていく。これら各地に拡散した三蔵伝説は唐末から五代にかけての時期にはまだ体系だった物語としては構築されていなかったが、本来玄奘と関連の薄かった江南地方で、地元の別系統の伝説と結合し、「唐三蔵西天取経」物語が形成されていったとみられる。

### 三蔵とサルの伝説
唐末から五代を経て北宋代にかけての華北の混乱に伴い、天聖5年（1027年）に玄奘の頂骨が、仏教の信仰厚い江南の天禧寺へ移された（寺伝によれば端拱元年（988年）に長安の紫閣寺から移したともいう）。これにより玄奘を慕う参詣客が増加。元来玄奘と無関係であった江南の地に、東晋の法顕など江南にゆかりのある他の西天取経僧のエピソードや、現地の猿にまつわる伝説が混入し、新たな玄奘三蔵像が増幅されていく。
4世紀に創建された杭州西湖の古刹霊隠寺には、インドから来た高僧慧理が、洞穴の石仏を見てインドの霊鷲山と同じであると驚き、どうして山が飛来したのかと聞いたことから「飛来峰」との別名を持つ。そして慧理がこの洞穴から、自分の侍者だった白猿・黒猿を呼び出してみせたという呼猿洞伝説（『咸淳臨安志』『霊隠寺誌』巻1）もあったという。それもあって、霊隠寺の歴代住持は猿を飼い、法灯にもなった。インドとサルという組み合わせから、三蔵伝説に猿が関与する一因となった可能性もある。
このように宋代においては主に、密教信仰に基づいた玄奘伝説と江南地方に伝わる他の西天取経エピソードが結びつき、『大唐西域記』などの玄奘の旅行記に基づいてエピソードが配置・整理されていった。さらに三蔵伝説が江南から福建方面にも拡がる過程で、江南で有名な呼猿洞伝説と密教系の十二神将の申将（サルの護法神）が融合。慧理を唐三蔵に重ね合わせて、話し言葉で物語を連ねたものが、サルや馬を伴う唐三蔵物語である『大唐三蔵取経詩話』となっていく。

### 変文と妖怪
唐代には寺院で僧侶が仏教の講話を行う際に、聴衆の興味を引きつけるために語られた俗講と呼ばれる唱道文芸が流行した。難解な経文の意義・主旨を無学な民衆にも分かるように平易な言葉で説いたもので、それをテキスト化したものを「変文」という。唐から五代・北宋の時代に盛んとなったがその後存在が忘れられ、1907年に敦煌から出土した敦煌文献の中から写本が発見されたことで、再び知られるようになった。『降魔変文』と呼ばれる変文には、舎利弗と六師外道が変身の技を競い、宝山・金剛・水牛・獅子・白象・金翅鳥王・二鬼・大樹・風神などに化け、舎利弗が勝利したという話が載る。この話は宋代に漢訳された『賢愚因縁経』の故事によったもので、後の『西遊記』の孫悟空と妖魔の戦いのプロットと類似する。
変文の文体はそれまでの中国文芸には無かった、韻文（特に七言絶句）・散文が交互に現れるという際だった特徴を持ち、インドの仏典の影響が指摘される。語るだけでなく唱歌として聞かせることで、聴衆に強い印象を残す目的でとられた形式と思われ、この形式が宋代以降の講談にも受け継がれ、後に通俗小説で盛んに詩詞が挿入される遠因となった可能性もある。

## 小説への道
宋代（北宋:960年 - 1127年、南宋:1127年 - 1279年）に入るとこれまでの三蔵伝説は、一連のストーリーにまとめられ、西天取経物語として都市の講談で語られるようになる。さらに元代（1271年 - 1368年）になると、雑劇も発達。現在とさほど変わらない西遊記物語が形成される。

### 大唐三蔵取経詩話
『大唐三蔵取経詩話』（および、同内容の『新雕大唐三蔵法師取経記』。以下『詩話』と記す）は、南宋時代（1127年 - 1276年）に刊行された「『西遊記』の原型」となった物語であり、現存する刊行物としては、最古の白話文学（口語文体で書かれた作品）である。初版がいつ刊行されたかは不明であるが、南宋期であることは疑いなく、『水滸伝』の原型となった説話『大宋宣和遺事』や、同じく『三国志演義』の原型となった『三国志平話』が、それぞれ元代に成立したのに比べ、かなり早い時期に成立したのが注目される。『詩話』の分量はそれほど多くないものの、それまで語られてきた様々な三蔵伝説を採り入れ、途切れていたエピソード群を初めて体系的なストーリーとしてまとめたものである。刊行は南宋であるが、話の内容は北宋時代にはすでに流布していたらしく、北宋の都開封や西夏などで内容を反映した絵画が残っている。
刊行された『詩話』の原本は中国では早くに散佚し、日本の高山寺に長く保管されていたものが復刻されている（寛永10年（1633年）の『高山寺聖教要録』に記載されており、それ以前に高山寺に将来されたものとみられる）。上中下3巻から成り、3葉が散佚している。ほぼ同内容の『新雕大唐三蔵法師取経記』の方も、高山寺で所蔵していたものを徳富蘇峰が入手し、羅振玉が借覧して1955年に『詩話』とともに影印本として刊行している。こちらも3巻立てであるが、1巻は半分、2巻は全部が失われている。
巻末には「中瓦子張家印」と刻されている。瓦子（瓦市とも）は都市の盛り場のことで、様々なジャンルの講談（説話）が、勾欄と呼ばれる寄席・見せ物小屋で語られていた。中瓦子はその中でも首都杭州（臨安）で賑わいを見せた瓦子だったらしい（『夢梁録』）。『宣和遺事』や『三国志平話』と同様に、瓦子で営業した講釈師の種本として使われたと見られ、文言（文語文）に近い白話文体で書かれている。「詩話」の書名の通り、一連の話の後に詩が記載されている体裁をとる。ただし後代の白話小説においては、地の文で作者が状況に合った詩を挟み込むスタイルが普通だが、『詩話』においては、登場人物の口から直接詠じられているのが特色であり、この形式は散文である「長行」と韻文である「偈頌」が交互に現れる漢訳仏典の影響が見られるという。なお『詩話』では後の明代通俗小説と同様に話の区切りを巻とは別に全17章に分けているが、これも漢訳仏典（「巻」のほかに「品」を区切りとする）の影響と見られ、章回小説の嚆矢であるとまでは言えない（同時代の物語に章回を区切ったものはなく、章回小説の成立は明代後期と見られる）。

#### 取経詩話の内容
『詩話』の内容は、唐の明皇（玄宗皇帝）の時代、皇帝の命を受け5人の弟子をつれて取経の旅に出た三蔵が、白衣を着るサルの猴行者（花果山紫雲洞八万四千銅頭鉄額獼猴王と名乗る）に出会い、その案内で昆沙門天の梵天宮へ行って、道中の加護を受ける。その後、香山寺、獅子林、大蛇嶺、九龍池、鬼子母国、女人国、西王母池、沈香国、波羅国、優鉢羅国などを旅して、天竺国へ到着し、5048巻の仏典を授けられた。帰途の香林寺で定光仏から、唯一足りなかった『般若心経』を受け取り、長安に帰国して、全員が昇天するというものである（最後の第17章では、玄奘や取経とほとんど関係のない継子いじめの話が語られる）。猴行者は銅筋鉄骨菩薩に封ぜられた。全体として、西域の珍しい国々で起きる様々な事件を、法師と猴行者の面白おかしい身振や動作、奇知に富んだ問答会話によって次々解決していく展開を特徴とする物語である。
大きな特徴として、孫悟空の原型である「猴行者」が登場して三蔵法師一行の道案内役を務め、沙悟浄の原型とみられる深沙神も登場している点が挙げられる。また、観世音菩薩の代わりに毘沙門天が三蔵法師を守護する。猴行者は金の環のついた錫杖を得物とし、神通力で様々な妖怪と戦うなど、後の孫悟空につながる原型が見られる。伝統的な中国説話においてはサルは「猿」字で表現され、どちらかといえば凶悪・粗野なのに対し、猴行者は「獼猴」と表現され、仏教を敬う姿勢が見られることから、ここにも仏典の影響を見て取れる。
ただし猴行者は後の『西遊記』の孫悟空とは異なり、全篇に登場して活躍するわけではなく、全17章のうち第9、12、13章においては少なくとも個人としては登場せず、物語のハイライトとなる第5、6、7および11章で主に活躍する。むしろストーリー全篇に登場する中心人物は依然として「法師」すなわち玄奘三蔵である。なお、この物語では玄奘が三蔵と呼ばれるようになった由来を三度天竺へ行き、一度に一蔵ずつ、あわせて三蔵を授かったから、三蔵法師となったとしている（第17章）。ただし玄奘が深沙神に二度まで食われたため、そのうちの一蔵しか渡来しなかったとする。前代の深沙神説話が変化している様子が見られる。また王母池にさしかかった際、たわわに実っている蟠桃を見て、猴行者に盗んで参れとそそのかすなど、俗人的な性格も持つ僧侶として描かれている。

#### 猴行者の人気

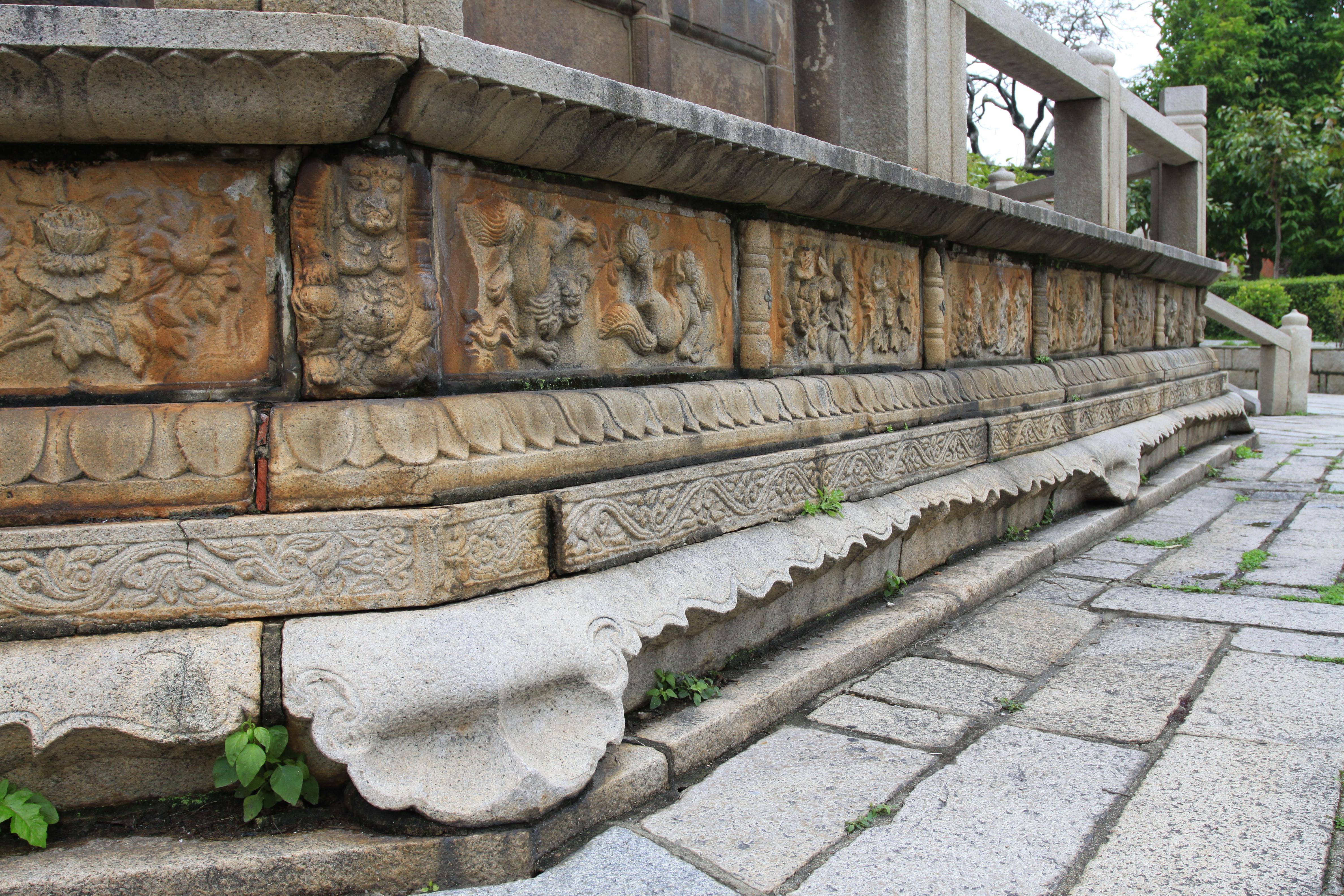
開元寺仁寿塔のレリーフ

限定的な登場とはいえ猴行者の人気は高く、特に泉州開元寺では西塔（正式には仁寿塔。1237年建造）の第4層に、三蔵と猴行者のレリーフが彫り込まれるほどであった。なお泉州は当時から国際港で滞留外国人も多く、東南アジアでよく見られる『ラーマーヤナ』（古代インドの長篇叙事詩）を題材とする影絵芝居なども上演されていたと思われ、泉州に多数存在したヒンドゥー教寺院には『ラーマーヤナ』で活躍する猿将ハヌマーンの浮彫も多く、寺院が無くなった現在でもハヌマーン像のみ他の寺院などで現存している。
また張世南が撰した『游宦紀聞』巻4には、福建省永福県の張聖者なる民間の宗教者が、唐三蔵が猴（サル）と白馬を伴って西天へ赴いたという詩を詠んでいる。泉州や永福を含む福建省では、もともと猿を神として祭る風習があり、この永福県では当時、山の神として「猴王」が祭られていたことが宋代の志怪書『夷堅志』甲志巻6の「宗演去猴妖」に見える。さらに南宋の劉克荘（1187年 - 1269年）の「釈老」という詩（『後村先生全集』巻43）にも「取経は猴行者を煩わす」という句があり、猴行者の名の広まりがうかがえる。
これら猴行者の人気は、福建だけの現象ではなく、敦煌の安西楡林窟に残る西夏（1038年 - 1227年、現在の甘粛省・寧夏回族自治区）時代の壁画にも、馬を曳く猿を連れた唐僧の像が描かれている。宋と敵対した遼（契丹）の墳墓から発掘された彫刻にも、雲に乗る猴行者とそれを拝む三蔵などの像が描かれたものがある。また福建の南隣にある江西と広東の省界の梅嶺という山中には、旅する婦人をさらう「斉天大聖申陽公」という妖猿の伝説があり（明代洪武年間の文言小説「申陽洞記」、明代嘉靖年間の白話小説 「陳巡検梅嶺失妻記」共に初唐の伝奇小説 作者不明の『補江総白猿伝』 からの派生作とされる）、サルの物語には親近感があった。これら福建を中心とした猴王神・白猿伝・妖猿斉天大聖の伝説が、『詩話』の猴行者と結びつくことで、次の時代の元本西遊記の「孫行者」像へ発展していくことになる。

### 元本西遊記
13世紀後半にモンゴル帝国の元朝が成立した頃には、これまでの西天取経エピソード群は、一つのまとまった物語「西遊記」として構成されることとなった。完成した書物の形として現存はしていないものの、この時期に成立したと推測される西遊記物語を「元本西遊記」と呼ぶ。この「元本西遊記」は『西遊記』の原型であり、作品の規模こそ小さかったが、現行『西遊記』の主要な登場人物は、すでにほぼ登場していたらしい。
まとまった話としては、戯曲系と小説系の物語が存在していたようだが、いずれも散佚して現存しないため全体の詳細は不明である。しかし前者の戯曲（演劇）系統は、明末の選曲集『万壑清音』に呉昌齢撰の「唐三蔵西天取経」劇として、一部が収録されている。また後者の小説系統は、高麗の通訳官が朝鮮半島へ将来したものが『朴通事諺解』および、李氏朝鮮期の『老朴集覧』という中国語会話書に、それぞれ一部が引用されている。
呉昌齢の唐三蔵取経劇は、なぜか主人公の三蔵法師の法名が玄奘ではなく「了縁」となっている。おそらく聖者としての玄奘の名を汚さないようにするために改名したものであろう。陳了縁の生い立ちについて、父親を陳光蘂といい、赤児の頃に両親が水賊に襲われて江に流され、金山寺の平安長老に拾われて育てられたという、いわゆる「江流和尚」伝説（後述）が語られている点が注目される。
また『朴通事諺解』（1677年刊）は、崔世珍（1473年 - 1542年）が改訂した『朴通事』と『朴通事集覧（老朴集覧）』を合わせたもので、『朴通事』下巻に車遅国のくだり（現行『西遊記』では第45回）についてかなり詳しく述べた注釈8本が載せられている。『朴通事』の成立年代は至正7年（1347年）よりやや後と推定されており、そこに記載された文章も元本西遊記の形跡を残していると考えられる。この注釈から、元本西遊記の姿をある程度復元することが可能となっている。
前代までの物語から大きく変化しているのは、主人公が三蔵法師から斉天大聖「孫吾空」（孫行者とも）に代わったことである。物語序盤にも、現行の『西遊記』と同様に、斉天大聖が天界を騒がすエピソードが語られていたようである。その造形には、福建の白猿伝の系譜にある妖猿「斉天大聖」伝説や、密教の大力金剛菩薩像などの影響がうかがえる。また宋代に登場した深沙神は、モンゴル時代の色目人僧侶やラマ教（チベット仏教）の護法神をモデルにして第二の弟子である「沙和尚」に変化した。さらに第三の弟子として、密教系の摩利支天菩薩が乗る車を引く豚をモデルに生まれた黒猪精「朱八戒」が初登場している。これら新しい弟子たちや、登場する妖怪たちは、元朝の高官であるモンゴル人やチベット人が信仰する密教と関連するものが多く、そのため宮廷権力者たちの人気を集めた。高麗から来た外交使者も、大都（北京）を訪問した際に、中国語会話に役立つ実用みやげとして買っていったものが、上記の『朴通事諺解』などに残ったものである。
『朴通事諺解』の註釈には三蔵取経の途上で受ける12の厄難が羅列してある箇所がある。それによれば、1.師陀国界で猛虎毒蛇に逢う、2.黒熊精、3.黄風怪、4.地湧夫人、5.蜘蛛精、6.獅子怪、7.多目怪、8.紅孩児怪、9.棘釣洞、10.火炎山、11.薄屎洞、12.女人国である。このほかに第88話として上述のように車遅国について語られるため、全部で13の災難となるが、これらの順序は現行の『西遊記』とは大きく異なる。順番通り記載されていないか、あるいは『西遊記』成立の過程で変化したかのどちらかと思われる。なお取経の旅にかかった年月はわずか6年とされている。
このように『朴通事諺解』から推測できる元本西遊記は、三蔵・悟空・悟浄・八戒の主要な面々がそろい、大鬧天宮から西天取経につながる筋を持つ、後の『西遊記』と大きく変わらない内容が盛り込まれていたようである。太田辰夫や磯部彰らは、後述の『銷釈真空宝巻』や楊劇西遊記などの資料と照合し、元本西遊記の復元を試みている。字数にして30,000字程度、『封神演義』の原型となった『武王伐紂平話』と同程度の規模だったと推測される。

## 明代:完成直前の断片
14世紀半ば元朝を追って、新たに明朝が成立（1368年）。明代中期（16世紀）には印刷出版文化が普及し、通俗小説は隆盛期を迎えることとなる。これまでに形成された西天取経物語も、小説としての完成に向けて変化の度を加速させていくが、その最終過程となる明代前期の西遊記関連資料は多くが散佚しており、断片的にしか知ることができない。
明の建国者である太祖朱元璋以来、明朝では神仏や皇帝を揶揄することを禁止し、多くの文字禍（筆禍事件）が生じた。永楽9年（1411年）には帝王・聖賢を冒涜する内容の詞曲・雑劇をすべて廃棄せよとの布告が発せられる。そこで仏教と関連深い元本西遊記も問題となり、版元たちは改作を迫られることとなる。特に唐太宗が兄を殺して地獄送りとなる段と、狂言回しの滑稽なキャラクターとして登場した豚の「朱八戒」が明室と同じ朱姓であったことは重大であり、前者は太宗が玄武門の変と切り離されて竜王を見殺しにした罪に改められ（後述）、後者は朱(zhū)と同音で豚を表す「豬（猪）」に変更された。この段階の物語を「旧本西遊記」と呼ぶが、やはり完結した現存の刊本としては発見されていない。上記のような細かい変更はあるが、概ね元本西遊記と大差のない内容だったと推測される。
現在存在が確かめられる最古の刊本である世徳堂本（1592年）に至るまでの、どこかの時点で『西遊記』は小説として成立したはずであるが、残存資料がほとんどないため、詳細は不明である。ここではその過程を推測しうる断片について紹介する。

### 銷釈真空宝巻
宝巻とは、明代から清代にかけて、口唱芸能として発展した西遊記などの物語が、民間宗教と結びついて経典の体裁をとったものである。清の嘉慶年間（1796年 - 1820年）頃には白蓮教徒のような反体制的な宗教団体の紐帯となることを恐れた清朝政府が禁圧し、廃棄させたため、それ以前の宝巻が残っている例は少ない。『銷釈真空宝巻』（以下、『真空宝巻』）は20世紀になって発見された史料で、中華民国時代の1929年、北平図書館が寧夏の廃墟から出土した宋元刊西夏文蔵経を購入した際に、その中の漢籍に含まれていた。宝巻文中に孔子を指して「大成至聖文宣王」と称している箇所があり、孔子が国家によってこの称号を与えられたのは元の大徳11年（1307年）。「至聖先師」と改められるのが明の嘉靖9年（1530年）であるため、その間の成立とみられる。巻首が欠損しており、588行だけ残存しているが、そのうち28行目から56行目まで西遊記のごく短いあらすじが、おそらくストーリー順にまとまって記されている。これにより元末（ないし明初）における西遊記物語の梗概を知ることができる。大鬧天宮や江流和尚などの西天取経より前の部分は見られず、孫行者・猪八界・沙和尚の顔ぶれは『朴通事諺解』と同じだが、「八戒」ではなく「八界」に作る（同音異字の混用と思われる）。また『朴通事諺解』には見られない羅刹女・牛魔王・兜卒天・弥勒仏、滅法国・女児国などの固有名詞が現れている。

### 永楽大典本

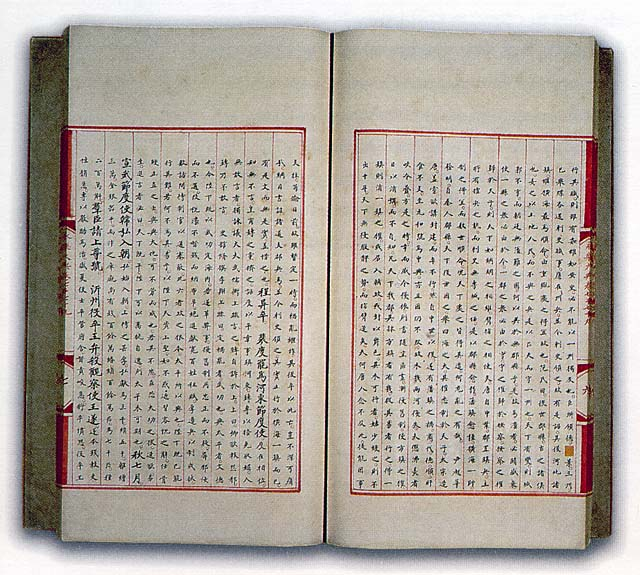
永楽大典

15世紀に入ると永楽帝が即位。永楽帝は西遊記を高く評価し、勅命によって編纂された百科全書である『永楽大典』（1408年成立）の巻13139「夢」字に、旧本西遊記のうちの「魏徴、夢に涇河の龍を斬る」の段が収められることとなった。およそ1,100字程度の抜き書きであるが、これは現行『西遊記』の魏徴斬龍故事に同じ部分があり、かなり近いプロットがあったことがうかがえる。文体はやや文語めいた白話文で、後の通俗小説と較べるとまだこなれていない。
『朴通事諺解』や『真空宝巻』には魏徴斬龍の話があった形跡が見られないため、永楽大典本はこれらより成立が新しいとみられる。この時期に魏徴斬龍故事が挿入された経緯については後述する。

### 楊劇西遊記
『楊東萊先生批評西遊記』（以下、楊劇西遊記）全6巻24齣は、永楽帝に仕えたモンゴル系の劇作家楊景賢が作成した戯曲である。『伝奇四十種』という戯曲叢書の中に収められ、西遊記の原型の一つとなったと思われる物語である。これも中国では現存しておらず、万暦甲寅歳（1614年）刊行の版本が日本の徳山藩毛利家に伝来し、現在では宮内庁書陵部に所蔵されている。元々は呉昌齢の作とされてきたが、孫楷第が『録鬼簿続篇』の研究により楊景賢の作であることを明らかにした。楊景賢（景夏とも。1345年 - 1421年）は元末明初のモンゴル人であるが、現存する楊劇西遊記が楊景賢一人の手に成ったものかどうかは疑わしく、楊東萊なる人物の加筆が行われているという。現存最古の刊本は上記の通り17世紀のものだが、孫楷第により楊劇西遊記が嘉靖年間（1522年 - 1566年）にはすでに成立していたことが分かっており、上述の刊本は再刊である。この楊劇には、世徳堂本よりも古い時代の西遊記物語の要素が残留している形跡がある。
楊劇と世徳堂本の相違は以下のような点がある。
- 楊劇には世徳堂本にない「陳光蕋（蕊）江流和尚」説話がある。この話は元代の呉昌齢「唐三蔵西天取経」劇にも痕跡が見られるため、元本西遊記の段階で採用され楊劇に残存したが、世徳堂本の段階で削除されたと思われる。
- 三蔵法師が取経の旅へ出る際、楊劇では世徳堂本にない尉遅敬徳が玄武門の変の軍功を語る場面がある[※ 15]。これも呉昌齢に近い体裁である。世徳堂本では太宗と三蔵のやりとりに重点を置く。
- 楊劇では木叉が火龍太子を三蔵法師の元へ龍馬として送り届けるが、世徳堂本では観音菩薩が玉龍を谷川に住まわせて三蔵の通過を待たせる。
- 楊劇の孫悟空は「通天大聖」と号して花果山紫雲羅洞に住み、容姿は「銅筋鉄骨火眼金睛」と形容されるが、これは『詩話』にある紫雲洞・銅筋鉄骨大聖に近い。世徳堂本では「斉天大聖」と号し、「金子心肝銀子肺腑銅頭鉄背火眼金睛」と形容される。楊劇の描写は『詩話』から世徳堂本への過渡的なものと思われる。
- 楊劇では沙悟浄が三蔵の二番弟子であるが、世徳堂本では三番弟子となる。
- 楊劇では猪八戒が二郎神の犬に捕らえられた後に三蔵の弟子となるが、世徳堂本では孫悟空に敗れて三蔵の弟子となる。
- 楊劇では鬼子母と紅孩児が母子であり、話の内容も乏しい。世徳堂本では紅孩児は羅刹女の子としており、独立の話として発展している。
- 火焔山の内容が大きく異なる。楊劇では鉄扇公主が持つ鉄扇子があれば通れるとされるが、孫行者が借りに行って断られ、結局神将が炎を消す。世徳堂本では羅刹女（鉄扇公主の別名）が持つ芭蕉扇があれば通れるとされ、孫悟空が牛魔王と羅刹女を仏門に帰依させた後、芭蕉扇を使って通過する。

このように全体として、楊劇には古い内容や世徳堂本に至るまでの過渡的な様相が多く見られる。楊劇自体は、小説の旧本西遊記の人気に押され、あまり好評を得なかったようである。

### 礼節伝簿隊舞戯
『迎神賽社礼節伝簿四十曲宮調』は、1985年に山西省南東部の長治市潞城県で発見された新資料である。隆慶年間以前の収穫感謝祭の式次第を筆録した24ページほどの資料で、その中に小説に素材を求めたと思われる隊舞戯についても収められている。この資料が書かれたのは万暦2年（1574年）と世徳堂本（1592年）成立直前の時期であり、中に収められた「涇河龍王難神課先生一単」「唐僧西天取経一単」「雄（熊）精到（盗）宝」「文殊菩薩降獅子一単」などの西遊記関連の隊舞戯は、完成間近であったこの時期の西遊記物語を知ることのできるきわめて重要な史料といえる。
隊舞戯での演出順序は世徳堂本とかなり異なり、師陀国や烏鶏国の話の位置が大きくずれている（次節の縁起本とも異なる）。また猪八戒の名を「朱悟能」に作る。しかし『朴通事諺解』『真空宝巻』に含まれていた要素はほぼすべて演目に含まれ、世徳堂本の内容とも六割以上適合しているなど、まさに過渡期的な構成となっている。

### 縁起本
龍谷大学図書館の蔵書に『玄奘三蔵渡天由来縁起』（以下『縁起』）と題する写本一冊がある。これは西遊記物語を日本語に翻訳（梗概訳）したもので、浄土真宗の説教に用いられたものである。上巻のみが残っており、世徳堂本第46回相当の部分で上巻が終っている（下巻は元々無く未完だった可能性もある）。いつ書写されたのかは全く不明であるが、太田辰夫はその内容から、この写本が翻訳元とした『西遊記』は世徳堂本より以前に成立した原本であった可能性があると指摘し、中野美代子もそれを支持している（本項では想定される翻訳元を「縁起本」と称する）。
『縁起』の最大の特徴は、元本西遊記の時代から冒頭に置かれていたとおぼしき孫悟空の大鬧天宮の話がなく、いきなり玄奘三蔵の生い立ちから始まる点である。すなわち主人公を悟空ではなく、三蔵と見なしていることになる。その後の太宗入冥や悟空・八戒・悟浄収服などの流れは概ね『西遊記』と同じであり、車遅国の段で上巻が終了する。ただし烏巣禅師から心経を授かる話（世徳堂本では第19回）が観音から金箍呪を授かった話（同第14回）とセットとなり、八戒収服より前に来ている。これは似た話が未分化のままであった原本の内容を反映している可能性があるという（類似の話を離れた別々の回に分けて水増しすることは、通俗小説ではしばしば行われる。後述）。また『縁起』では人参果（世徳堂本第24-26回）の話の後に、世徳堂本に見えない逸話（三蔵一行が蛇蝎に焼かれる）があり、これは世徳堂本第16回の老和尚放火と類似するが、話が稚拙である。烏鶏国の段（獅子怪が国王を殺し、偽の王になりすましていたのを悟空らに退治される）では世徳堂本が井戸の中から国王の屍体を発掘して蘇生させ、偽王と対面させるという巧妙な筋となっているのに対し、『縁起』では獅子怪を討ったのち国王は甦らず、単純な筋で終了するなど、話の運びがこなれていない。太田は、これらの内容は世徳堂本より古く、文学的技巧が施されていなかった縁起本によったためとしている。

### その他
王元禎『湖海捜奇』には、九頭虫を孫行者が法力で頭を斬り落としたという話を載せる。世徳堂本第62・63回の話に相当するが、そこでは二郎神の細犬が九頭虫（九頭鳥）を噛み切ったことになっており、食い違いが見られる。また嘉靖34年（1555年）刊の『清源妙道顕聖真君二郎宝巻』は二郎神が母を救い出す物語だが、中に孫悟空収服の話があり、三蔵が呪文を唱えると太山が二つに裂け、孫行者が飛び出すという世徳堂本とは異なる展開の話を載せる。これら散佚する情報から、世徳堂本成立前に小説として確立した『西遊記』が少なくとも1種類あったことが推測される。

## 西遊記の完成
上記のような断片に見られる過程を経て16世紀後半に小説『西遊記』はいよいよ成立したが、現在見られるのは、16世紀末の世徳堂本以降の刊本である。その後も、明代から清代（1644年 - 1912年）に様々な刊本が出現することになる。明代の長篇小説では、より精細な叙述で詩詞を交え情趣豊かに語られる「文繁本（繁本）」と、筋立てを重視して煩雑な表現を簡略化し文章量を減らした分挿絵を入れるなどした「文簡本（簡本）」に大きく分けられることが多く、『西遊記』でも繁本系統と簡本系統の2系統が存在する。先に文繁本が完成し、そこから文章や詞詩を削減した文簡本が生まれた。

### 西遊釈厄伝?
現存する西遊記各刊本の巻頭には、すべて「混沌未分天地乱」という句で始まり「須看西遊釈厄伝（すべからく西遊釈厄伝を見るべし）」の句で終わる詩が掲げられており、『西遊釈厄伝』なる書があったことが推測される（釈迦牟尼の略として「西遊釈尼伝」が正しいとする説もある）。『西遊釈厄伝』は書籍そのものは現存していないが、世徳堂本より後の楊致和本や朱鼎臣本が部分的に世徳堂本以外の版を参照して作られた形跡があること、および上述の通り世徳堂本の前に小説としての構造が確立された本が少なくとも1種類あったことは推測されることから、この最初の小説版西遊記が『西遊釈厄伝』であった可能性がある。
太田辰夫によれば、この書は世徳堂本の内容に、三蔵の出生物語「江流和尚」が加わったものと推測される。ただし字句はなお民間文学としての素朴さ・稚拙さを失っていなかったらしい。構成はまだ回ごとに分かれておらず、標題がつけられた短い話（則と呼ばれる）が、ならんでいるだけの分則本であったらしく、この段階ではまだ章回小説となっていない。朱鼎臣本と世徳堂本の分量比較から類推して、全250則を超える大作だったと思われる。ただし、あくまで存在が想定される書であって、現物は発見されておらず、本当に存在したかどうかは分からない。太田は『西遊釈厄伝』から世徳堂本に至るまでの間に、さらに魯王府本という江流和尚説話（後述）を削除したバージョンの存在を想定している。

### 世徳堂本の成立

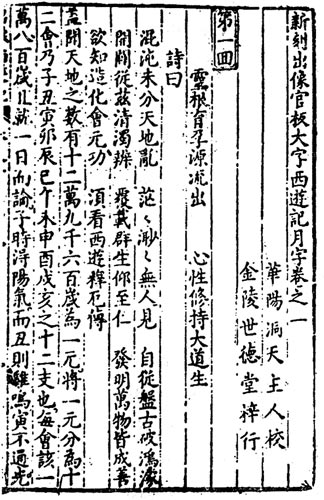
世徳堂本西遊記

完成された小説『西遊記』として、現在発見されている最古のテキストは、金陵（現:南京市）の書肆世徳堂が刊行した『新刻出像官板大字西遊記』という挿絵つきの文繁本である（世徳堂本、あるいは略して世本と呼ぶ）。現在以下の4本が伝存しており、すべて日本で保管されてきたものである。ただし、これらは世徳堂が南京で印刷した初印本ではなく、福建省建陽の熊雲浜による補修本であると見られる（熊雲浜は書林宏遠堂を営んだ人物で名は熊体忠、号が雲浜）。
- 台湾国立故宮博物院図書文献処蔵本（高崎藩大河内家旧蔵。故宮世徳堂本）
- 広島市立中央図書館浅野文庫蔵本（広島藩浅野家旧蔵。浅野世徳堂本）巻11から巻20までのみ現存
- 日光山輪王寺慈眼堂天海蔵本（天海僧正旧蔵。日光世徳堂本）
- 天理大学附属天理図書館蔵本（京都槙尾山西明寺旧蔵。天理世徳堂本）

世徳堂本には、秣陵の陳元之という人物が序文を載せており、「時壬辰夏端四日也」と結ばれていることから、初版は万暦20年（1592年）に刊行されたと考えられる。序文では世徳堂本の作者について、明朝のとある皇族、もしくはその屋敷に仕える物書きであるらしい（原文は「出今天潢何侯王之国」）、としている。それを出版業を営む唐光禄という人物が買い取って、少し加筆をして出版したという。一方、周弘祖の『古今書刻』には山東の魯王府が『西遊記』を刊行したことが書かれている。当時の魯王は第6代の朱頤坦（? - 1594年）で、魯王府本は隆慶年間の刊行と推測され、江流和尚物語を欠く百回本であったと推測される。上述の陳元之序文「とある皇族」との関連性をにおわせる。
世本の大きな特徴は、三蔵出生の話である「陳光蕊江流和尚」を削除したことと、章回分け（全100回）を行ったことである。その後のテキストも同様の形式が採用されていく。

### 明代の刊本

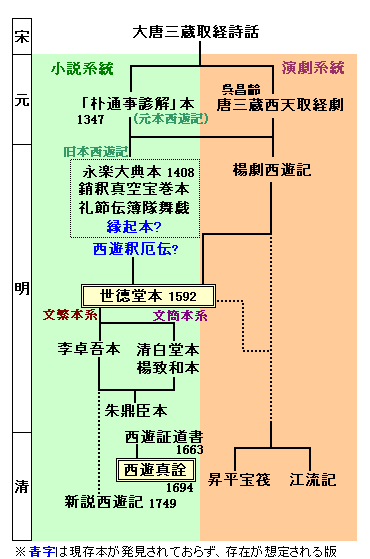
西遊記各本の系譜

明代後期の刊本はいずれも世徳堂本の系統から出ている。
世本以降の主な繁本系の刊本としては、明代末期に成立した『李卓吾先生批評西遊記』（李卓吾本）がある。序文に若干の変化がある以外、本文はほぼ世徳本と同様であり、李卓吾の註釈と挿絵200点添えられているのが特徴である。李贄（字は卓吾、1527年 - 1602年）は陽明学者で、童心説（偽りや汚れのない心を尊ぶ）で知られ、『水滸伝』や『三国志演義』などの通俗小説を高く評価していた。経書や史書・詩文を最高としていた儒教的価値観から逸脱していたため、迫害され獄中で自殺する。しかし出版業界では通俗文学を評価した李卓吾の名声は高く、葉昼などの文人が李卓吾の名を借りて小説に批評をつけ、売りにすることが流行した。『西遊記』の李卓吾本も同様である。
一方、簡本系においては、『唐三蔵出身全伝』（楊致和本、略して楊本）や『唐三蔵西遊伝』（朱鼎臣本、略して朱本）などが、世徳堂本よりやや遅れて登場したとみられる。楊致和本は4巻40則で、世本をかなり乱暴に省略した簡本である。一方朱鼎臣本は10巻67則で、前半部は比較的省略の度が低く、後半に行くに従って記述が簡略化する竜頭蛇尾の構成で、単純な簡本とは言えず、前繁後簡本ともいうべき変則的な刊本である。このほか簡本系には万暦31年（1603年）刊『新鐫全像西遊記伝』20巻（表題に「清白堂楊閩斎梓行」とあるため、清白堂本と呼ぶ。内閣文庫蔵）、崇禎4年（1631年）刊『新刻増補批評全像西遊記』（序末に「閩斎堂楊氏居謙校梓」とあることから閩斎堂本と呼ぶ。旧奥野信太郎蔵）などがある。
かつて魯迅は、呉承恩が楊致和本を元に文繁本を書いたとする説を唱えていた。すなわち先に簡本があり、それに文章を挿増して繁本としたという説で、胡適らはこれを強く批判した。その後鄭振鐸は朱鼎臣本を調査し、楊本・朱本はともに"呉承恩本"を簡略化したものであり、さらに朱本は前半を呉承恩本、後半を楊本を参考にしており、呉承恩本→楊本→朱本の順に成立したとする説を唱えた。刊本の形式などから、鄭振鐸は楊本・朱本を隆慶（1567年 - 1572年）・万暦（1573年 - 1620年）年間の刊行と見るが、世徳堂本との前後関係は不明とする。ところで、上記の版本のうち朱本にのみ、他の明刊本には見られない「陳光蕊江流和尚」（後述）が挿入されていることが大きな特徴となっている。そこで太田辰夫は江流和尚をはじめ朱本前半部の内容や使用される字句が、世本よりも古い本の内容を反映している可能性が高いと指摘。朱本は前半部を『西遊釈厄伝』、後半部は楊本を利用して作られたとし、世本以前の祖本として『西遊釈厄伝』を想定する根拠とした（なお太田は楊本は魯王府本に依拠したとする）。一方、磯部彰は楊本は清白堂本と版型・図像形式が類似することから、楊本が依拠したのは清白堂本だとする。このように明代刊本の位置づけには諸説あって、未だ系統関係は明らかでない。

### 清刊本と道教的神秘化
満洲人の清朝が成立し、1644年に明を駆逐。『西遊記』も明代とはまた若干異なった進化をみせる。康熙・雍正・乾隆年間にかけて言論統制が進み、反満洲的もしくは邪教的な書と見なされた著作は多くが禁書となった（特に雍正帝時代の筆禍事件は凄まじく「文字の獄」と呼ばれる）。出版業者は官憲による小説禁圧を回避するため、小説類の生き残り策を模索する。『西遊記』も内容に道教的色彩を加えて、黄太鴻・汪象旭が康熙初年に『新鐫出像古本西遊証道書』（以下『西遊証道書』）という書名で新たな刊本を刊行した。
『西遊証道書』では禁圧を避けつつ、多くの人々に売るための様々な工夫を行っている。まず元代の儒学者・詩人である虞集に仮託した天暦己巳（=1329年）付けの「原序」の中で、『西遊記』の作者をチンギス・カンに仕え、神聖視されていた道士・丘処機（長春真人）であると称した。また冗漫な長い詩詞や挿絵を削るなど物語全体を簡略化し、書冊もハンディな形にして、出版上のコストダウンを追求。さらに明刊本では削除されていた、三蔵法師の出生にまつわる父母の災難物語「江流和尚」説話を復活させて、唐太宗や孫悟空らとの因縁に呼応するように改編し、西天取経と唐三蔵の前世とを関連づけ、西天取経の関係者がすべて因果の法糸によって結ばれているように再編した。こうして『西遊証道書』は、明刊本よりも安い上に内容が増え、しかも伝説の道士長春真人のお墨付きというキャッチフレーズで販売されたため、多数の読者の歓迎を受け、広く流布することになる。
『西遊証道書』の影響はきわめて大きかったが、明代の版本より文字量が減って内容の軽くなったことに不満を持つ読者もいた。そこで『西遊証道書』を踏襲しつつも、明の李卓吾本の要素を参考して、省略字句数をバランスのとれた量に戻し、整理・編集されたのが康熙33年（1694年）刊の『西遊真詮』（1巻）である。猪八戒が道教の三清の像を糞壺に投げ込む箇所（世徳堂本では第44回）を池の中へ入れるように改めるなど、全体的に破天荒さを抑制して常識的な編集を行い、好評を得た。このため『西遊真詮』は清代を通して最も流布した版本となった。現在にいたるまで最も流通しているテキストは『西遊真詮』である。清代に特定の刊本が普及し、他の刊本が徐々に整理・淘汰されるのは『三国志演義』（毛宗崗本）や『水滸伝』（金聖歎本）でも同じ傾向が見られる。こうして明刊本は廃棄・消尽でほとんど国内から消え、日本など外国のみに残存する状況となった。
このほか清代中期、仏教物語に道教的神秘性の装いを一層深め、道教の経典のような体裁をとった劉一明『西遊原旨』（1810年）や、『西遊証道書』の後継テキストとなる『西遊証道奇書』『西遊真詮（前述の同名書とは異なる十巻本）』などの名称で、多少の改編や省略が加えられながら様々な『西遊記』が刊行された。繁本系では世徳堂本を基本に陳光蕊故事を挿入した張書紳『新説西遊記』（1749年）も出ている。

## 主要人物像の形成
ここでは、『西遊記』で活躍する重要な登場人物が西天取経物語において、どのように現在のような造形に至ったかを概説する。

### 三蔵法師

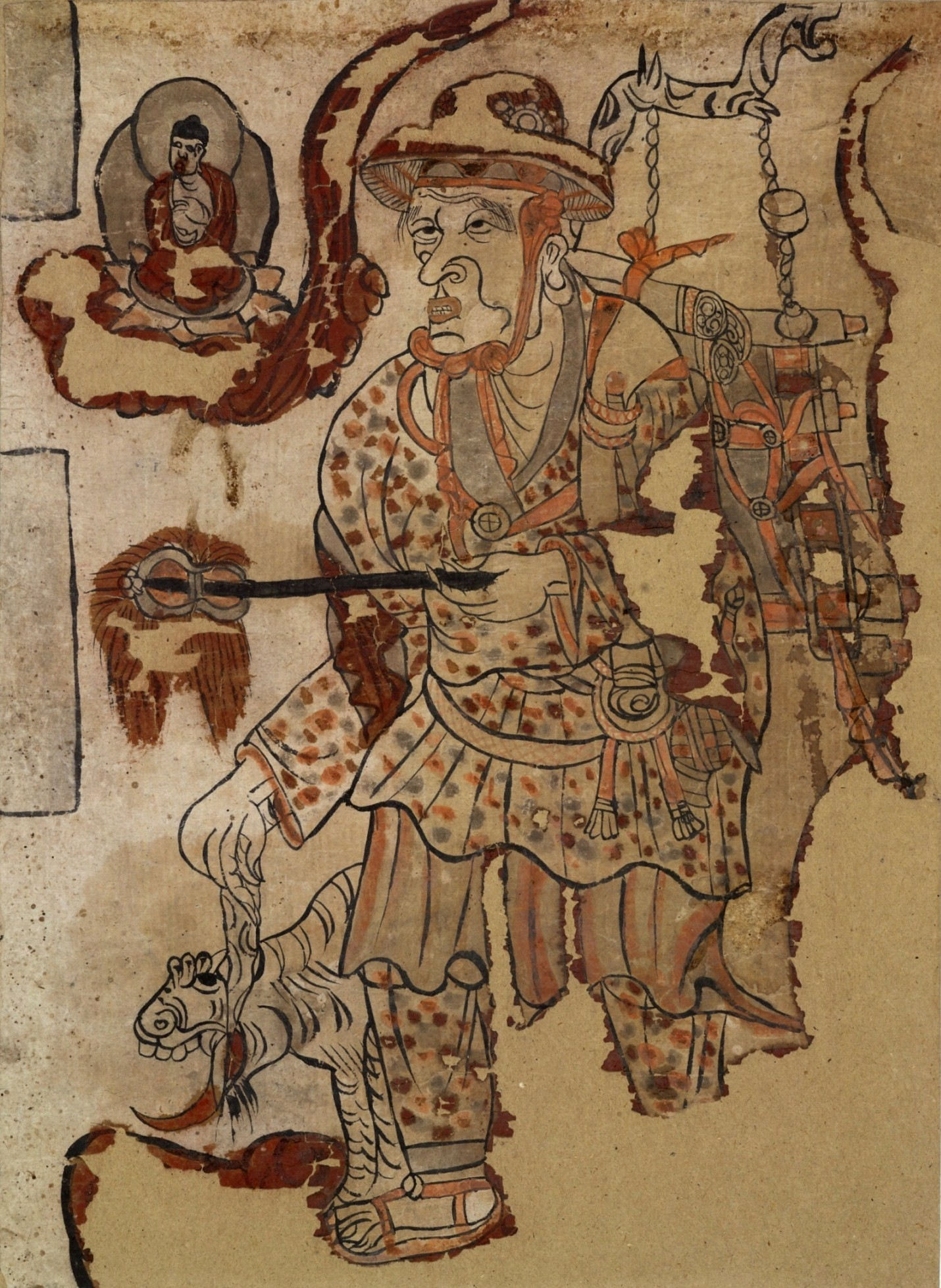
敦煌莫高窟の壁画

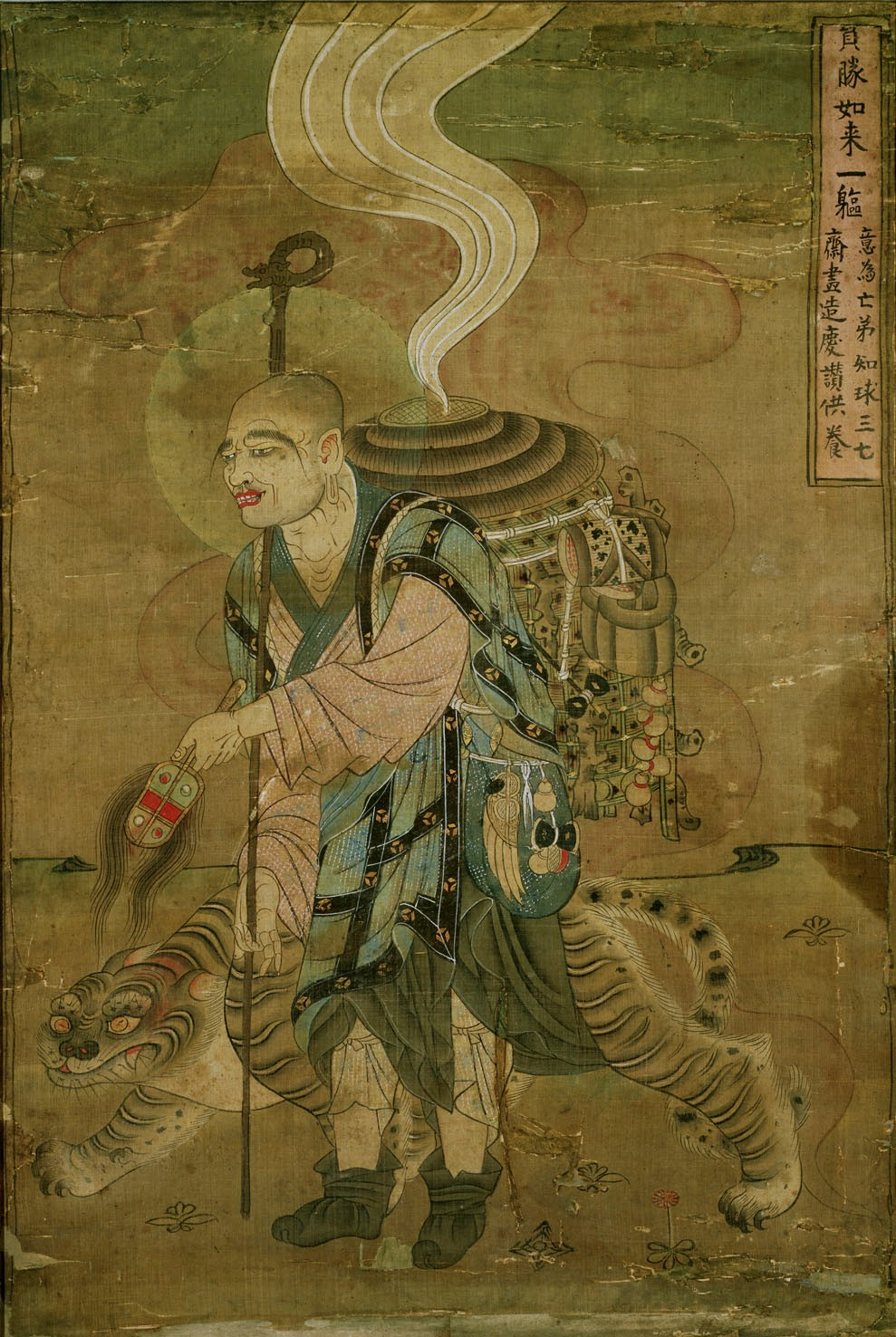
虎をつれた行脚僧（宝勝如来図）

玄奘三蔵法師は西天取経物語の本来の主人公であり、史実では出国禁止の国法を犯して苦難の旅を続け、多くの仏典を持ち帰り、それらを自ら漢訳した仏教界の英雄である。しかし現行『西遊記』では供として連れている孫悟空・猪八戒・沙悟浄らの活躍に隠れ、甚だ存在感は薄い。ひ弱なだけでなく性格的にも臆病で、逆に八戒の讒言を信じたり、悟空らの言をよく聞きもせずに怒り出すなど、あまり魅力的な人物像にはなっていない。
西天取経物語が形になる前の玄奘は、サルやブタとは関係がなく、むしろ虎を連れたイメージが先行していた。敦煌莫高窟から、唐末・五代時代の「虎を連れて旅をする行脚僧」を描いた絵画や壁画が計18点発見されている。行脚僧が虎を伴としつつ、重いつづらを背負い、雲水修行を積んだ功徳により、来世に宝勝如来として成仏したという伝説を持ち、「宝勝如来図」と呼ばれる。これらの絵画の僧侶が誰を描いたものかについては諸説あるが、唐三蔵（玄奘）であるとする説が最も有力である。すなわち玄奘は元々「虎を連れた僧」というイメージが存在していたことになる。五行説では西方に対応する四神は白虎であり、はるか西方へ旅した三蔵が、守護に虎を連れていることは理に適っている。
インドにおいて、仏陀が涅槃に入ったとき正法を護持すべき存在として16人のアルハット（最高の悟りを得た聖者の意）が定められたとする伝説は、中国に伝来して阿羅漢（羅漢）と呼ばれた。この十六羅漢の内訳は、4世紀スリランカのナンディミトラ（中国では慶友尊者と呼ぶ）が『大阿羅漢難提蜜多羅所説法住記』という書に記しているが、その書を漢訳したのは、ほかならぬ玄奘であった。後世になると羅漢はなぜか2人増えて十八羅漢と呼ばれるようになる。増えた羅漢のうち1人は慶友とされ、しばしば龍を降した姿で描かれた。残る1人は賓頭盧尊者とされることが多いが、賓頭盧はすでに1番目にも数えられている。そこで18番目の羅漢として慶友の書を訳した玄奘が宛てられていた可能性もあり、龍を降した慶友との対で、虎を伏せしめた姿で唐三蔵が描かれたという説もある。
「虎を連れた行脚僧」だったはずの三蔵のイメージが、宋代に入ると『游宦紀聞』で猿と馬を連れた取経僧として詠まれたように変化したのは上述の通りである。五行説では西方の動物である虎だが、十二支では寅（=虎）は正反対の東北東となってしまう。そこでその正反対側となる西南西を意味する申（=サル）が守護者・案内役に替えられた可能性がある。こうして『詩話』では供が5人の弟子と猴行者となり、元本に至って孫行者・沙和尚・朱八戒という面々が確定する。
史実における玄奘は、16年もの苦難を乗り越えてインドまで往復した不屈の精神の持ち主であり、上記の行脚僧図でもきわめて男性的・屈強な姿で描かれていた。深沙神の話を受けて髑髏の首飾りをかけている絵も多い。しかし、西天取経説話の変遷に従い、孫行者ら強力かつ多彩な技を持つ弟子が現れ、その上最終的には神仏の加護・奇跡まで受けられることになり、三蔵本人が活躍する場面は漸次減っていく。こうして「守られる側」としての側面が強調され、次第に中性・女性的で柔弱な姿へと変化した。『西遊記』に至っては、第53回子母河では男ながら妊娠まで経験させられた上、しばしば「嬰児（赤ん坊）」という隠語で表現されるまでの無力な存在になる。三蔵が本物の嬰児として扱われるのが「江流和尚」である。これは典型的な貴種流離譚であり、荒唐無稽に過ぎて世徳堂本では削除されたが、後の刊本で復活した（後述）。このように周辺人物の個性化に伴って、本来の主人公であるべき人物が凡庸化・非力化・無個性化していき「虚なる中心」に変化するのは、同じ通俗小説である『水滸伝』の宋江、『三国志演義』の劉備などの形成過程とも共通した現象である。

### 孫悟空

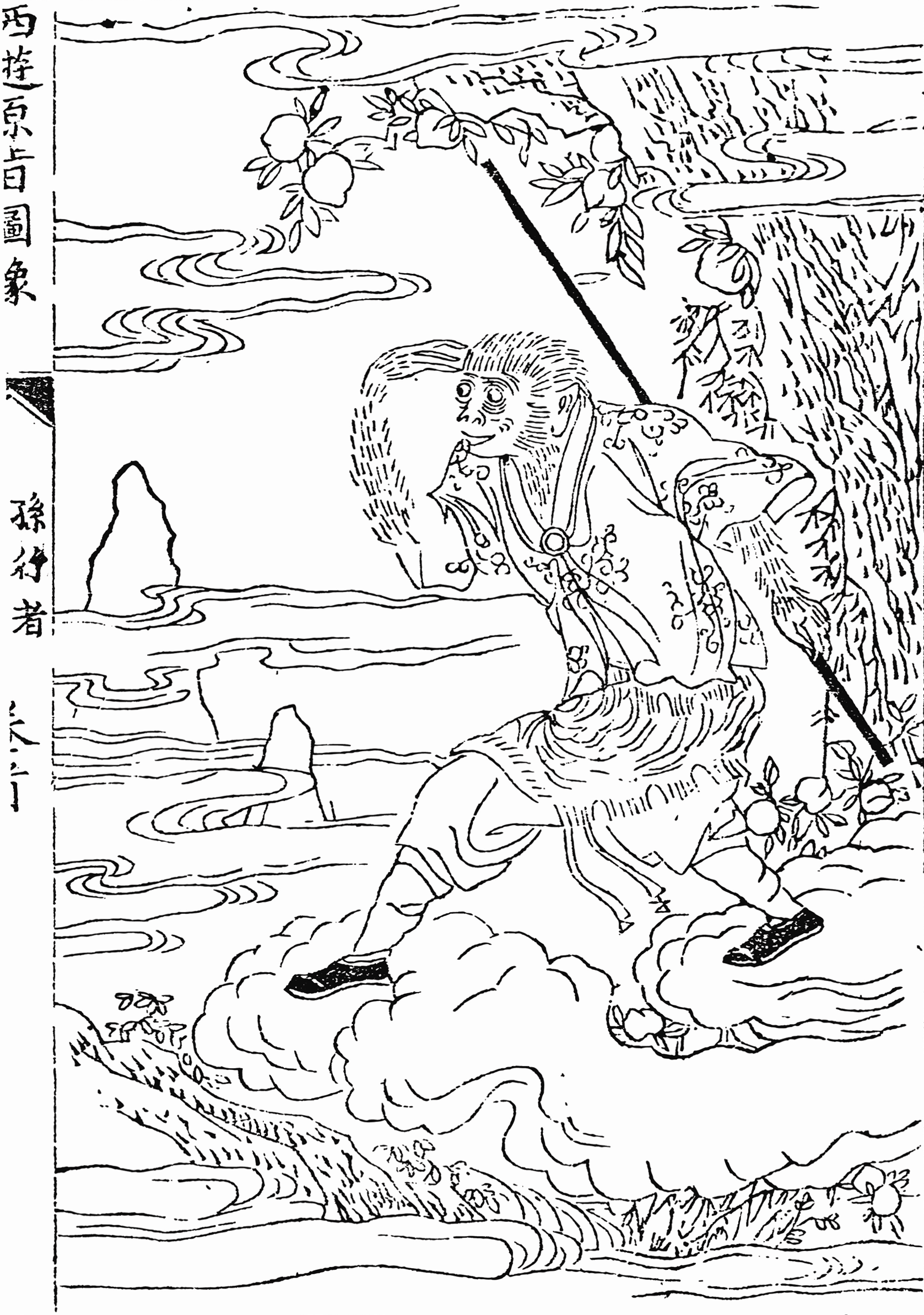
『西遊原旨』の孫悟空

孫悟空は『西遊記』における事実上の主人公である。本来の主人公であるべき三蔵法師を守って縦横無尽の活躍を見せ、時には弟弟子の八戒・悟浄らも救う万能のヒーローであり、物語の上でも三蔵が登場するよりはるか以前に、孫悟空の天界における大暴れ（大鬧天宮）で話がスタートしている。元本西遊記の段階でもすでに孫行者は、三蔵をしのぐ活躍を見せており、非常に人気の高いキャラクターとなっていた。
『西遊記』によれば、東勝神州花果山で生まれた石猿で、水簾洞で美猴王を称していた。須菩提祖師から「孫悟空」の名と、72の変化術、觔斗雲の法などを授かり、東海龍王敖広から奪った如意金箍棒を操って、自ら斉天大聖と号する。これを危険視した天帝は、悟空を弼馬温や蟠桃園の管理人に任命して懐柔するが、繰り返される悟空の悪行に激怒。討伐軍を派遣し、悟空は二郎神に捕えられる。しかし罰を与えようにも、無敵不死の体となっていた悟空には、刀も斧も、太上老君の八卦炉の猛火すらも効かない。困った天帝は、釈迦如来に助けを求め、如来は悟空を五行山に封印する。後に如来の命を受けた観音菩薩の導きで、西天取経僧の供に指名され、通りかかった三蔵法師に解放されて、弟子となり取経の旅に従った。これらの話のうち、花果山や猴王などの名はすでに宋代の『詩話』の段階から見え、斉天大聖の名は上述の通り「陳巡検梅嶺失妻記」など、美女をさらう福建地方の妖猿の伝説に由来する。
孫悟空の原型となった『詩話』の猴行者や、それを引き継ぐ元本西遊記の孫行者（孫吾空）の由来については、様々な研究者が提唱した諸説があり、主に以下の4つにまとめられるが、いずれも定説となるまでには至っていない。
インド誕生説（南方熊楠、胡適、鄭振鐸、中野美代子1992など）
『ラーマーヤナ』に登場する猿将ハヌマーン（ハヌマット）の影響とする。
中国起源説（岳亭丘山、魯迅など）
中国神話に登場する水神「無支祁（巫支祁、無支奇）」に淵源を求める。
インド・中国折衷説（太田辰夫など）
『大毘盧遮那成仏神変加持経』序の中の猨猴と、善無畏・玄奘混同説から。
ハヌマットと斉天大聖（入谷仙介）
その他
仏典の『六度集経』などにみえる頂生王とする説（陳寅格）
『仏説師子月仏本生経』の猿とする説（内田道夫）
各地のサル伝説が複合されたものとする説（磯部勉、中野美代子 2000など）
このうち無支祁（ぶしき）に起源を求めるのは魯迅の説が有名である。唐代の伝奇作家李公佐が書いた『李湯』（『太平広記』巻467所収）に以下のような話が載る。李公佐が入手した『岳瀆経』という古書（実は岳→山、瀆→海の意で『山海経』の名を捻って李公佐自身が書いたもの）に、古代の聖人禹がかつて鎮圧して水底に鎖で封印した、猿猴に似て人語を解する怪物「無支祁」の伝説が記してあった。のち永泰年間に淮陰の亀山の麓の水中50丈の底部から、身長5丈もある猿のような怪物が引き上げられたが、鎖を引きちぎって水中に戻ってしまったという。魯迅はこの無支祁が孫悟空の先祖・源流ではないかと推測した。ただし、すでに魯迅より100年前に日本の江戸時代の岳亭丘山が『通俗西遊記』附言で、早くも孫悟空の由来を無支祁ではないかと推測している。
また、觔斗雲に乗って活躍する変幻自在の孫悟空と、飛翔能力を持ち姿や大きさを自在に変えられるハヌマーンは確かに共通点が多い。両者の類似性をいち早く指摘したのは、南方熊楠「猴に関する伝説」（1920年）である。また鋼和泰(en:Alexander von Staël-Holstein)の教示を受け、胡適が『西遊記考証』（1923年）の中でハヌマーン説を主張。それを鄭振鐸が「西遊記的演化」（1933年）でさらに展開した。ただし、これらの論者は両者の類似性のみに着目しており、ハヌマーンの伝承がなぜ中国へもたらされたか、そしてなぜ三蔵を補佐する役に採用されたのかまでは説明できていない。宋代から泉州（福建省）では既に触れたように、開元寺仁寿塔に猴行者とおぼしきレリーフがある。一方で国際色あふれる港であった泉州には当時ヒンドゥー教寺院も多数あり、ハヌマーンの像も多かったことが分かっている。泉州・福建の地でハヌマーン伝承が猴行者の造形に影響したとする指摘もあるが、直接的な証拠は見つかっていない。
太田辰夫は、一行（大慧禅師）の『大日経疏』に附された崔牧の序文（728年）の中で、善無畏が『大日経（大毘盧遮那成仏神変加持経）』を将来・漢訳した経緯について述べている段に「石山の中腹に経典を蔵した石窟があり、サルが保管作業（虫干し）をして人間は近づくことができない。だが、あるとき暴風で経典が吹き飛び、それを拾った樵夫から国王が入手した。サルの王がそれを取り返しにきたが、国王は3日間の猶予を願い、その間に書写した」という伝説があることを重視し、善無畏（彼もまた三蔵の称号を持つ）と玄奘が「唐三蔵法師」として混同され、玄奘とサルを結びつけたのではないかと推測する。なお無畏(wú wèi)と無胃は同音で、善無畏には「胃が無い=底なしの大食らい」という伝説があった。『詩話』で三蔵が猴行者に桃を盗むよう命じたのも、善無畏三蔵の大食い伝説が玄奘三蔵に転化した可能性がある。
中野美代子は、ハヌマーンの影響も一要素として挙げつつ、中国に古くから伝わる「好色なサル」「閉じ込められるサル」「求法のサル」の要素が複合して孫行者像になったと推測する。現行『西遊記』での孫悟空は好色の要素を猪八戒に譲っており、それほど好色というわけではないが、楊劇西遊記の段階では金鼎国の王女を拐して妻としていた。こうした美女をさらうサルの伝説の由来は古く、東晋の干宝著『捜神記』巻12、『博物志』巻9、唐の段成式著『酉陽雑俎』などに、サルに掠われて子を産む女の話が載る。これらの伝説は唐初の『補江総白猿伝』で一本の物語にまとめられ、それが宋代の瓦子で講談として語られて「陳巡検梅嶺失妻記」としてまとめられ、申陽公こと斉天大聖と結びついた。これら「好色なサル」と、上述の無支祁という「閉じ込められるサル」、そして大日経を保管していた「求法のサル」といった別々に熟成されてきたモチーフが、宋代に三蔵の供が虎からサルへ変化した時期に一体化し、猴行者・孫行者として造形されたとする推測である。
このほか取経の案内役としての猴行者の役割は、上述の霊隠寺の呼猿洞伝説、三蔵の護衛としての役割は薬師如来十二神将の申将（アンディーラ、安底羅大将）などに起源を求める論説もある。上述の如く福建・泉州などでは、古くから「猴王」「斉天大聖申陽公」など宋代にサルを神として祀る土壌があったことから、猴行者の物語が定着する基盤があったといえる。以上のように、孫悟空の造形は様々なサルの伝説から要素が取り込まれ、混成されたものと思われ、特定のモデルを指摘するのは難しい。
また「孫悟空」という名前については、古くからサル（猿・猴）の異称として「猢猻」という言葉があり、また猻から犭（けものへん）を除いた「孫」は中国ではありふれた姓である。したがって、元代になって猴行者にサルをイメージさせる「孫」が姓として与えられたのは、妥当なところであろう。
一方「悟空」という名については、"三蔵法師"と同様、仏家においてはよく用いられる称号であったらしく、五代後晋の智静は悟空大師と称され、唐の斉安や宋の真歇清了も悟空禅師と諡されるなど、複数の僧侶に贈られた称号である。そんな悟空法師たちの中でも、西天取経物語と関連深く、孫行者の名の由来として有力な候補となるのが、玄奘三蔵と同様に天竺へ赴き修行して帰国し『宋高僧伝』にも伝記が載る実在の唐僧・車悟空である。この悟空は俗名を車奉朝といい、玄奘より1世紀ほど後の人で、玄宗の使節団の一員としてインドの罽賓国（カシミール）へ赴いた後、現地で出家しダルマダーツ（達摩駄都）と改名。各地の仏典を集め、40年ぶりに唐に帰国して徳宗から「悟空」の名を賜った僧侶である。その旅程は『悟空入竺記』として残された。既述の通り玄奘は善無畏と混同され、玄宗代の人間と思われていたこともあり、この玄宗代の悟空法師が孫行者の名の由来になった可能性は高い。

### 猪八戒

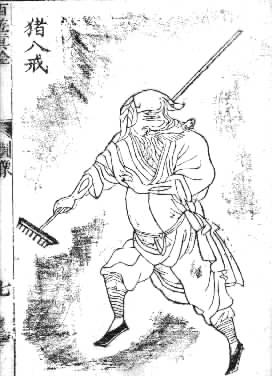
『西游真詮』 猪八戒

猪八戒は無知・貪欲・好色・怠惰というきわめて分かりやすい性格のブタの妖怪で、しばしば災厄をもたらすトラブルメーカーでありながら、どこか憎めない人気者である。『西遊記』での設定では、元は天蓬元帥という天界の役人だったが、西王母の幡桃会で酒に酔って嫦娥（月の仙女）に戯れたために玉帝の怒りを買う。追放されて下界へ落とされ、豚の胎内に落ちて、豚の怪物として再生し、福陵山雲桟洞の猪剛鬛と名乗った。その後観音菩薩と会って仏道に帰依し、猪悟能の名を授けられる。それ以来、五葷三厭（仏教で食してはならないネギ・ラッキョウ・ニンニク・アサツキ・ニラと、道教で食してはならない雁・犬・ヤツメウナギ）を絶つことを意味する「八戒」の名を三蔵法師から与えられ、弟子となり荷物持ちとして取経の旅の供をすることとなった。武器は釘鈀と呼ばれる馬鍬である。
八戒が姓とする「猪（豬）」とは中国語でブタのことである（イノシシは野猪と書く）。猪八戒が西天取経物語に登場したのは古い話ではなく、『詩話』の段階ではまだ姿が見られない。『朴通事』に引く元本西遊記の段階で「黒猪精朱八戒」として登場したのが資料上の初出である。猪という姓は、本来中国には存在しないが、朱という姓は珍しくない。『封神演義』にも朱子真という名の豚の怪人が登場しており、朱姓と豚は関連深かった。しかし明の皇帝の姓が朱であり、皇帝を揶揄する雑劇・小説が弾圧される中で、彼の姓は朱と同音(zhū)の猪へ変化する。また『真空宝巻』では「孫行者、斉天大聖、猪八界、沙和尚」とあり、猪八界という表記になっている。
楊劇西遊記では、猪八戒を摩利支天菩薩の部下の御車将軍としており、天蓬元帥とする『西遊記』の設定と異なっている。摩利支天は元々インドの女神マリーチで密教の重要神であり、大正蔵経21巻1257に収める『仏説大摩里支菩薩経』によれば、金色の豚の背に乗り、ある時は三面六臂（うち一面はブタ顔）、ある時は大力菩薩に変化するという。楊劇で御車将軍とし、『西遊記』では三蔵の荷物持ち係のブタという猪八戒の位置づけは、この言い伝えから来ていると思われる。また同じく密教の天衆に、毘沙門天と同列の金剛界外部二十天のうち北方第一天「金剛面天」と呼ばれる仏神がいる。別名を猪頭天ともいうこの神は、頭が猪（ブタ）、全身赤黒色で蓮の葉に乗り、三股の鈷鉤を持つという容姿で、後の猪八戒と類似している。また薬師如来の十二神将のうち亥将に猪八戒の起源を求める説もある。
また元朝の高官が帰依し、国家的支援を受けたラマ教（チベット仏教）において、無上瑜伽タントラに関連してヤブユム（歓喜仏）としてよく描かれる勝楽仏（サンヴァラ）と金剛猪妃（ヴァジュラ・ヴァーラーヒー、金剛亥母・金剛牝豚とも）も重要である。神秘的合一（性的交合）に関わる猪妃が、「好色なブタ」というイメージに影響を与えたという指摘もある。世徳堂本で猪八戒が登場する場所が烏斯蔵国（チベット）に設定されているのは、八戒とチベット仏教の関連性をうかがわせる。
一方、天蓬元帥というのは、古来からの道教神で『雲笈七籤』では北斗太帝に所属する将軍であり、『事林広記』では北極天蓬都元帥真君と呼ばれる。本来天蓬元帥と猪八戒は、別個の存在だったらしく、世徳堂第7回には如来が悟空を五行山に封印した後、天界の「天蓬」という神が登場する。だが八戒はこの時点ですでに妖怪として雲棧洞にいるため、この「天蓬」は八戒とは別人である。八戒が天蓬元帥として設定される以前の痕跡であり、未処理のまま残されたものであろう。道教における北斗の神将として有名だった天蓬元帥と、仏教における北方第一天である金剛面天や薬師十二神将軍の亥将など北方に関連深い護法神が、朱八戒として結びつき、明代に御車将軍から天蓬元帥へ移行したものと思われる。さらに世徳堂本になると八戒に開路神の要素も附加されている。開路神とは葬儀出棺の際に掲げられる青面赤鬚の民俗神である。
「猪悟能」の名は明らかに悟空・悟浄に合わせて後からつけられたもので、三蔵「法師」・孫「行者」・沙「和尚」という称号に対応してつけられた「八戒」の名の方が古い。八戒の名を持ちながらも、物語中の猪八戒は「守八戒」どころか「破戒」の限りを尽くす、逆説的ユーモアを具現する存在となった。楊劇では第13齣「妖猪幻惑」で初登場した後、14齣から16齣までは八戒の物語となっており、その後も大活躍する。ひとたび八戒が物語に登場するや、道化的なブタという親しみやすいキャラクターは、物語で事件を起こす発端とする演員にはもってこいであり、雑劇で重宝され人気者となる。『水滸伝』の李逵や『三国志演義』の張飛と同様、庶民から愛されたトリックスターとなり、西天取経物語に不可欠なキャラクターとなった。

### 沙悟浄

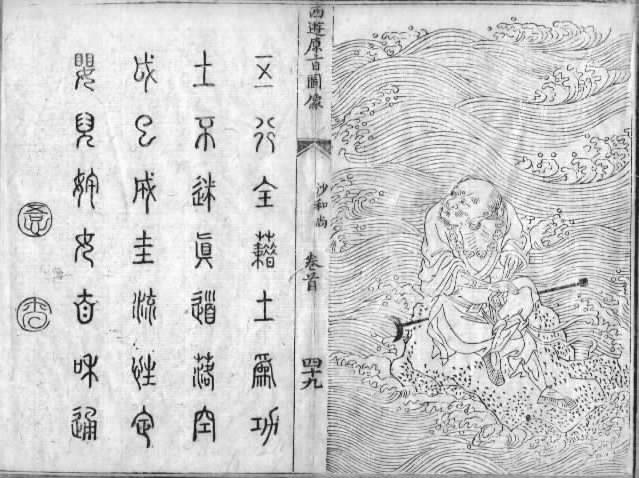
『西遊原旨』の沙悟浄

水怪の沙悟浄は世徳堂本第8回によれば、元は天界の捲簾大将であった。西王母の幡桃会の際に誤って玻璃の杯を割ってしまい、玉帝から罰として下界に落とされ、流沙河で旅人を襲って喰らっていたという。観音菩薩と出会って、沙悟浄の名を与えられ、取経僧の助けを命じられた。9つの髑髏を連ねた瓔珞（首飾り）を持つ。沙和尚は楊劇西遊記の段階では八戒より前の2番弟子であったが、八戒の重要性の上昇に伴い地位が低下したと思われる。しかし沙和尚の原型となった深沙神（深沙大将）の取経物語への登場は、猴行者（宋代）や朱八戒（元代）よりも早い時代であった。
大般若会の守護神図として日本の密教系寺院に伝わる「釈迦十六善神図」という仏教絵画には、釈迦三尊とともに大般若経を守護する十六体の夜叉神と、玄奘三蔵と対をなす「深沙神王」が描かれているものがある。玄奘は大般若経を将来・漢訳した功により、深沙神王は玄奘の取経において般若経頂戴の勝縁を得たために描かれたものである。一方『慈恩伝』や『大唐西域記』では毘沙門天らしき神将が玄奘の夢で託宣したことはあるが、深沙神王の名は見られない。
しかし既述の通り、日本の『覚禅抄』巻121「深沙大将」には、玄奘が流沙で深沙大将に、前世で7度取経に失敗した証として髑髏を示され脅されたという9世紀末の説話が記され、深沙大将を多聞天（毘沙門天）の化身とする。また平安時代末の保延（1135年 - 1140年）年間に書かれた日本最古の密教図像集『図像抄』巻10にも、深沙神の説明として『慈恩伝』と三蔵について触れており、それより古い『常暁和尚請来目録』にも三蔵法師と深沙神の因縁に触れるなど、両者は密接に関連していた形跡がうかがえる。すなわち深沙神はインド由来の仏教神というよりは、毘沙門天をヒントに三蔵取経伝説の中で生まれた神である可能性が高い。
宋代となると『詩話』において、深沙神は二度まで前世の玄奘を食らって頭蓋骨を首に下げていたが、3度目の今回は三蔵が毘沙門天王の加護を受けていたため、深沙神が帰依して玄奘を通したという伝説に変形している。これがさらに元本西遊記では「沙和尚」に名を変え、三蔵の弟子になるように変化していく。ただし『朴通事』車遅国の記事には、孫悟空と朱八戒はいるが、沙和尚は登場していない。これは車遅国の段が沙和尚の登場する流沙河より前にあったためと思われる。
ところで深沙神・流沙（河）・沙和尚に共通する「沙」という字は、本来「砂」と同音同義で「すな」を意味する字であり、「流沙」「沙河」とは砂漠（沙漠）のことである。中国最古の地理書である「禹貢」（『書経』の一篇）に「弱水は合黎に至り余波は流沙に入る」とあるが、これも弱水という河川の流れが砂漠に吸収されてしまうことを言ったものである。しかし水に関連する「氵（さんずい）」だったことにも引きずられ、後世には禹貢の記述が、弱水は流沙河の支流である、つまり流沙河と弱水は同じ河川であるという風な誤解が生じることになる。実際『西遊記』でも、弱水と流沙河は同一視されている。一方、『山海経』巻11「海内西経」によれば、弱水には「窫窳」という怪物が住んでいるという。窫窳とは、龍首もしくは人面蛇身で、人を食らう妖怪である。この人を食らう弱水の妖怪窫窳と、髑髏を持つ流沙河の深沙神が結びつき、沙悟浄の造形ができあがったと考えられる。太田辰夫・中野美代子は、さらに沙悟浄の容貌の描写には、ヨウスコウアリゲーターのイメージも附加されているとする。
しかし、孫行者が猴王や斉天大聖、朱八戒が天蓬元帥や開路神など、民俗神・地方神の要素を導入し増幅したのに較べ、あくまで西域の流沙河の妖怪に終始した沙和尚は、形象面での発展が低迷し、雑劇の演員としての魅力も乏しく、三蔵の二番弟子の座を猪八戒に取って代わられることとなった。

### 龍馬（玉龍太子）
三蔵法師が旅する間に乗っている馬は、実は西海龍王敖閏の三太子玉龍の化身である。父王の珠玉を誤って焼いてしまったために玉帝から罰を受けたが、観音菩薩に救われ、取経者の乗馬となるべく定められた。やがて三蔵法師と孫悟空が通りかかった際、三蔵が太宗から賜った白馬を食らってしまい、悟空と戦って敗れ、馬に変化して乗用となった（第15回）。なお天界で孫悟空は弼馬温（馬小屋の番人）に任命されている。これはサルには「避馬瘟」（bìmăwēn=弼馬温と同音）すなわち馬の疫病を避ける役割を持つという古い言い伝えとも関連している。
三蔵と馬との結びつきは古く、前述の如く宋代の『游宦紀聞』所引の詩や、西夏の楡林窟壁画ですでにセットで現れている。『詩話』では女人国女王が三蔵に白馬を贈ったとあるが、弟子としては扱われていない。ただし猴行者が倒した九尾の龍の背筋を三蔵の腰に結ぶと足取りが急に軽くなり、旅が楽になったという記述があり、乗り物としての龍馬の原型と言えないこともない。同じく宋代の開元寺西塔のレリーフには三蔵や猴行者の他に「東海火龍太子」像もあるが、これは人間の若者の姿をしている。『真空宝巻』には「火龍駒白馬駝経」と見え、楊劇西遊記第7齣「木叉售馬」では観音の弟子である木叉が玄奘に、龍馬（前身は南海火龍）を売るなど、元代には龍が馬に変化するという話はできていたようである。
夢の中で魏徴に斬られた涇河の龍王も、悟空にあっさり負けてしまう玉龍にしても、『西遊記』に登場する龍王は、全体的に弱く設定されており（『封神演義』でも東海龍王は哪吒にあっさり負ける）、王者の風格はない。この「龍王」という語は、中国では鳩摩羅什訳『妙法蓮華経』の八龍王が初出で、龍の中の王という意味ではなく、ナーガラージャの訳語であり、地方の藩王としての龍を意味するに過ぎないためである（なお玄奘の『大唐西域記』にもインド各地の龍王（ナーガ）伝説が紹介されている）。
龍馬は物語中、三蔵の乗馬として以外ほとんど活躍しないが、旅の途中2回だけ話す場面がある。1度目は八戒の讒言を真に受けた三蔵が悟空を一時追放した際の第30回。悟空の代わりに龍馬が黄袍怪と戦い、八戒に悟空連れ戻しを依頼する（八戒は唐突に人語を話した龍馬に驚く）。また第69回で烏金丹なる丸薬を作ることとなり、馬の尿が必要になった際、龍馬は出し惜しんで憎まれ口を叩く。2度しかない龍馬の活躍場所は、全行程の中間点であり、全章回の中央である第49回通天河を挟んだ左右対称の位置に配されている（物語の対称構造については後述）。

### 神々の呉越同舟
『西遊記』では三蔵法師を助けるため、様々な神仏が法力で三蔵を援護するが、そこには仏教神と道教神が混在している。もちろん玄奘取経という史実が題材なため、物語の表層は仏教的外観におおわれている。しかし実は根本的な部分は非常に道教的であり、道教概念が目立たぬようちりばめられている。たとえば三蔵の前世は釈迦の二番弟子の金蝉子ということになっているが、「金蝉」とは道教の錬丹術における基本概念のひとつである。さらに『歴代神仙通鑑』巻5では、釈迦が布教に失敗し中国にやってきて道教を学んだときの師の名が金蝉であり、仏教軽視・道教重視の姿勢が秘められた名である。仏教神が道教的に扱われる傾向は『西遊記』に限った話ではなく、この時代の特徴でもある。『西遊記』と同時期の書である『三教源流捜神大全』（以下『捜神大全』）や少し後の『封神演義』には、様々な神が記されており、仏教神が次第に道教に取り込まれていく様子がうかがえる。

#### 観音菩薩
観音（観世音）菩薩は三蔵法師を守護する存在として、物語にたびたび登場し重要な役割を担っている。三蔵の西天取経の伴として、第8回で沙悟浄・猪悟能・龍馬・孫悟空を指名したのも観音であった。本来はインドの神アヴァローキテーシュヴァラで、漢字の「観世音菩薩」と訳したのは鳩摩羅什であり、史実の玄奘は「観自在菩薩」と訳している。三十三観音とも呼ばれるように様々な姿に変化する。
唐代の『慈恩伝』では三蔵に般若心経を授けた病人が実は観音の化身だったとし、この頃から三蔵に観音の加護があったことになっている。ただし三蔵が沙河で悪鬼奇状の類に囲まれた際には、観音菩薩に祈っても効果はなく、般若心経を唱えるとたちまち消え失せたとあり、観音信仰よりも般若心経の霊験の方が強調されていた。また上述の南宋代『游宦紀聞』の詩には、三蔵の旅程に「金沙灘」という地が挙げられている。この金沙灘は宋代に伝説化した魚籃観音（三十三観音の一つとされる）の舞台とされる地で、観音と三蔵の結びつきが確認できる。なお『西遊記』では魚籃観音の話は、第49回の通天河に舞台を移している。
しかし一時期、三蔵守護の役割を毘沙門天（ヴァイシュラヴァナ）に代わられたことがあった。南宋代の『詩話』では観音菩薩ではなく、毘沙門天が三蔵らの一行を守護する重要な神となっている。毘沙門天信仰ははじめホータン（于闐）国で盛行したもので『大唐西域記』巻12にも記されている。それが唐代に中国に輸入され大いに信仰された。しかし楊劇（第9齣）では、毘沙門天は「托塔李天王」として悟空を捕える役に変わっている。これは唐宋に盛んであった武神としての昆沙門信仰が、元明になると関羽信仰に圧倒されて衰えたことを物語っている。元代に流行したラマ教（チベット仏教）では、観音菩薩は絶対的存在として崇拝され、法王ダライ・ラマは観音菩薩の転生した化身、国土と衆生は「観音菩薩の所化」とされた。また開国神話では、チベット人は観音の化身である猿猴菩薩と、タラ菩薩の化身である岩精霊女鬼が結ばれて生まれた子孫であるとされ、古くから観音とサルの伝説があったという。『西遊記』で孫悟空を封じ込めたお札に書かれた「唵嘛呢叭呢吽」（オン・マニパドメ・フン）の呪文は、チベット密教で観音菩薩を表す真言の一つ（六字大明呪）である。
なお観音は本来男神であったが、中国では慈母観音という語もあるように、時代が下ると女性神として扱われるようになる。元代に入る頃には、西方の妙荘王の三女妙善が出家・成道し、自分の眼と手を犠牲にして病の父王を助け、失われた手と眼が復活して千手千眼観音になったという、独自の伝記まで作為されるようになった。『西遊記』に関して言えば、楊劇の段階では観音は自らを「老僧」と名乗り、また白衣士とされるように男性として描かれている。それに対し世徳堂本では、第35回に孫悟空が観音への悪口で「行かず後家め（原文は「該他一世無夫」）」と言い、第49回では他の仏神から「蓮の台にも乗らず、化粧もせず」と言われているように、完全に女性神として扱われ、第13・55回では老婆に、第24回には美女に化身している。

#### 李天王と哪吒太子

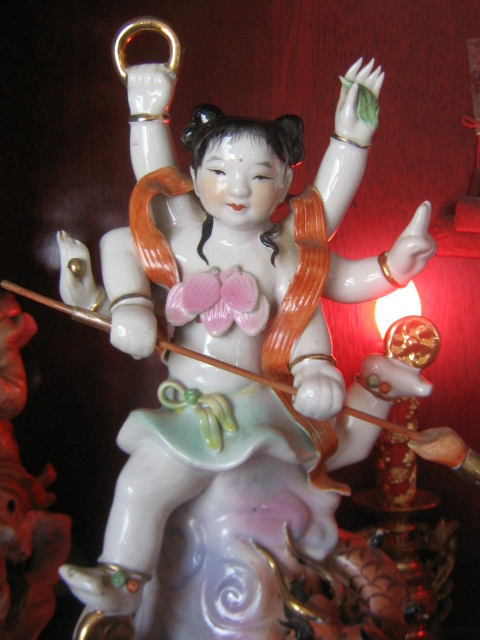
三太子

第5回で孫悟空を捕獲すべく戦った三頭六臂の哪吒太子は「太子爺」「中壇元帥」とも呼ばれ、元々はインド神話のナラクーバラ（哪吒俱伐羅）という神が中国に伝わったものである。『毘沙門儀軌』によれば「毘沙門天の三男哪吒太子、塔を捧げて天王にしたがう」とあり、毘沙門天（ヴァイシュラヴァナ）と関連づけられた神であった。ただし中国において毘沙門天は、『李衛公問対』でも知られる唐初の名将・衛国公李靖と結びつけられ、手に宝塔を持った姿で「托塔李天王」と呼ばれることになる（後に毘沙門とは別神格に分かれた）。李靖の字が「薬師」で、毘沙門天が支配する夜叉(yaksa)と音が近かったためで、宋代には武神として祀られはじめていた。書籍での初出は14世紀の『全相平和七国春秋』後集下である。李天王も『西遊記』では哪吒太子と同じく孫悟空捕獲に派遣されている。
第83回の紹介では哪吒太子は李靖の第三子で、長男は金吒、次男は木叉だとある。金吒は釈迦如来の前都護法とされているが、元は密教の五大明王の一つ軍荼利明王（クンダリニー）が由来となっており、古い文献では「軍吒」とも書かれる。木叉は一名を恵岸行者といい、観音菩薩の弟子となっており、観音に随行して物語にたびたび登場している。ただし『捜神大全』『宋高僧伝』では恵岸行者と木叉を別人とし、ともに泗州大聖（僧伽大師）の弟子とする。このように李天王と三人の子は元来仏教神であり、雑劇の段階で仏教を基盤とした西天取経説話に採り入れられた。楊劇では、三蔵法師を守護するため観音菩薩から任命された十大保官の第二に李天王、第三に那吒、第七に木叉の名が見える。しかし彼らは『西遊記』成立と同時期に道教の神に変化し、『封神演義』で大活躍することとなる（木叉は『封神演義』では木吒になる）。今日哪吒太子は風火輪に乗る姿が一般的だが、これも『封神演義』以降に広まったイメージで、『西遊記』ではまだ風火輪には乗っていない。

#### 二郎神
二郎神は当初から道教神として生じた神格で、『西遊記』では玉皇大帝（天帝）の甥とされる。神犬を連れた三つ目の堂々たる美丈夫で、義兄弟である梅山六兄弟を引き連れ、変化の術を使って孫悟空とも互角に戦う英雄として描かれる。楊劇西遊記では、観音菩薩から三蔵法師を守護するために任命された十大保官の第四に灌口二郎の名が見え、悟空の依頼で神犬を使って猪八戒を捕らえるなど、元代から取経物語に加わっている。
二郎神のモデルとなった人物は複数の候補があり、それらが混淆しているため、文献によって「李二郎」「趙二郎」「王二郎」などと姓が異なる上、称号も灌口二郎神、顕聖二郎真君、清源妙道真君など様々なものがある。このうち李二郎は戦国時代の秦の蜀郡郡守・李冰がモデルとされ、蜀の灌江（都江堰）の水利工事を行ったことが、後世に水龍を退治した話に変化し、灌口などに廟が建てられて灌口二郎神となったという。趙二郎の方は隋代の道士趙昱（字は仲明）がモデルで、煬帝から嘉州太守に任命された際に、地元民を苦しめた蛟を退治したという伝説を持つ。宋の真宗時代に清源妙道真君の号が贈られている。このように二郎神は様々な伝説が混ざり合って形成された神である。三つ目という特徴も密教の影響が見られる。
『西遊記』の場合は楊二郎としている（第6回で孫悟空が「玉帝の妹が下界の楊君に嫁いでお前が生まれた」と言っている）が、この楊姓の由来は不明である。後の『封神演義』では名を楊戩とするが、これは北宋徽宗時代の宦官で、『水滸伝』で悪役として登場する人物の名である。『醒世恒言』に収める「勘皮靴単証二郎神」なる小説で、宦官の楊戩が二郎真君の名を騙る道士・孫神通の悪事を暴く話があり、この説話が民間で広まる中で混同された可能性がある。
なお二郎神に従う神将の梅山義兄弟（康太尉、張太尉、姚太尉、李太尉、郭申、直健）は、『捜神大全』で趙二郎が蛟を退治した際にともに水に入った「七聖」（眉山七聖とする文献もある）が元になったと思われる（眉と梅は明代以降méiで同じ発音）。この七聖が二郎神を含めた7人と解釈されて、6兄弟になったと考えられる。『封神演義』では「梅山七怪」として登場し、楊戩と敵対して退治されてしまう役割となっている。

### 牛魔王・鉄扇公主・紅孩児
『西遊記』に登場する牛魔王は、強力な智力・法力で、諸妖の中でも卓越した人気を持つ。斉天大聖とは義兄弟であり、妻は鉄扇公主で、二人の間には紅孩児（聖嬰大王、のち観音に帰依して善財童子）と称した子供がいる。しかし『西遊記』の成立過程を見ると、牛魔王・鉄扇公主・紅孩児の家族は、それぞれ別々に西天取経物語へ加入したと見られ、また名前や親子関係などに混乱が見られる。
明代に成立した『脈望館鈔校本古今雑劇』に収める「二郎神醉射鎖魔鏡」という元雑劇には九首牛魔羅王が、二郎神や哪吒と戦う話がある。『捜神大全』の巻7「哪吒太子」条に、太子が退治した諸妖の中に「牛魔王」と記されるのはこれを指したものである。この牛魔王が西天取経物語に登場するのは『真空宝巻』に載せる元本西遊記からで、「羅刹女は鉄扇子にて甘露を降下し、流沙河に紅孩児・地勇夫人・牛魔王が現われ…」とある。
牛魔王の来歴の候補としては、チベット仏教に古くから仏教に敵対する妖牛の伝説があり、それが実在のランダルマ王（丑のダルマの意）と結びついた可能性がある。ランダルマは仏教弾圧政策を行って吐蕃王国を滅亡に導き、僧侶に暗殺された君主で、その後も跳舞（チャム）で僧侶がランダルマを倒す場面が繰り返し演じられたという。この「仏敵たる丑の王を倒す僧侶」の伝説がチベット仏教を通じて、元本西遊記に採り入れられ、「牛魔王を倒す三蔵一行」に変化した可能性もある。
鉄扇公主は別名を羅刹女といい、火焔山の炎を消すことが出来る芭蕉扇を持つとされる。『朴通事』には火炎山の名が見えるが、鉄扇公主や羅刹女、芭蕉扇の名はない。楊劇第5本では鉄扇公主は、千斤もある鉄扇子を使うとされる。『真空宝巻』では羅刹女は鉄扇子を持つものの、紅孩児・牛魔王とは切り離されて別の土地にいる。一方紅孩児は『朴通事』では第8厄として名が現れ、楊劇第5本では鬼子母の子の愛奴児の別名とされるなど混乱している。『真空宝巻』では紅孩児は地湧夫人と並べられている。これらから太田辰夫は、元本西遊記の段階では紅孩児は地湧夫人の子であったと推測する。地湧夫人は現行『西遊記』では別名を姹女といい、正体は金鼻白毛老鼠の精で、李天王に命を助けられて以来父と仰いで拝した。紅孩児とは関係がなくなっている。

## 二つの逸話
|     | 部分                  | 世徳堂本  | 西遊真詮  | 概要 |
| --- | --------------------- | --------- | --------- | --- |
| I   | 大鬧天宮              | 1～7回    | 1～7回    | 石猿の孫悟空が天界で騒動を起こした後、五行山に閉じ込められる                                                                          |
| II  | 観音東来              | 8回       | 8回       | 釈迦如来の要望を受け観音菩薩が取経者を求めて東方へ旅し、 沙悟浄・猪悟能・龍馬・孫悟空に取経者の補佐を命じる                           |
| III | 江流和尚              | -         | 9回       | 三蔵法師の出生秘話。陳光蕋が盗賊に襲われ、妻は赤児を長江に流す。 金山寺の法明和尚に拾われた赤児は江流と名付けられ、成長して玄奘となる |
| IV  | 太宗入冥 （魏徴斬龍） | 9～12回   | 10～12回  | 天帝の命を破った涇河龍王が太宗の重臣魏徴に処刑される。 その呪いで病没した太宗が地獄巡りを行って寿命を回復する                         |
| V   | 西天取経 （八十一難） | 13～100回 | 13～100回 | 玄奘が天竺へ旅し、孫悟空・猪八戒・沙悟浄・龍馬の供を得て、 様々な妖魔や法難を乗り越え、ついに天竺に到着して取経に成功する             |

西遊記の主要部分は、(V)三蔵一行の西天取経であり、冒頭の(I)大鬧天宮や(II)観音菩薩の東下などは主要登場人物の紹介を行う段となっている。しかしその間に、他の部分とは関連性が薄く毛色の変わった部分が2つ存在する。三蔵の誕生にまつわる逸話「(III)陳光蕋江流和尚」と、太宗皇帝の側近魏徴が龍王を斬ったことから太宗が地獄巡りを行うことになる「(IV)太宗入冥（魏徴斬龍）」である。特に江流和尚は、いくつかの刊本に採用されながら世徳堂本では削除されていることもあり、刊本の前後関係や系統を推測する際の論拠にまでなっている。これら『西遊記』成立過程に関わる2つの逸話の由来について概説する。

### 江流和尚
「陳光蕊江流和尚」は、三蔵法師の生い立ちを語る以下のような荒唐無稽な伝説である。
三蔵法師の父である陳萼（字は光蕊）が、地方長官として任地へ赴任する途中、水賊の劉洪に襲われて落命し、母の殷温嬌は劉洪に強要されて妻となるが、赤児が殺されそうになったため、左足の小指を噛み切って目印とした上で、板にくくりつけて川に流した。
流された赤児は、金山寺の長老法明和尚に救われ、江流という名を与えられる。のち成人して出家し玄奘の法名を授かり、拾われて育てられた経緯を聞き、劉洪に幽閉されていた母を捜し当てる。その後母の父である丞相殷開山が力を貸し、洪州太守になりすましていた劉洪を捕らえ、光蕊が殺された場所で処刑する。すると川底から光蕊が浮かび上がり、復活。母は自らの不貞を恥じ、自害した
この話は全くのでたらめであり、史実における玄奘の父の名は陳恵、母は宋氏である。金山寺は鎮江の西北にある実在の寺だが、玄奘と関わりはない。世徳堂本にはこの説話が見られないが、元々の構成に含まれていたのに後で削除されたということは、第99回に八十一難が列挙される中で第一難から第四難までが江流和尚説話に相当することから明らかである。内容が荒唐無稽に過ぎるため削除されたと思われるが、朱鼎臣本で復活し、以降の刊本には載せられるようになった。
この物語はすでに呉昌齢撰「唐三蔵西天取経」劇に、主人公（陳了縁）が西天へ出立する前に生い立ちを語る場面で父「陳光蘂」について語るなど、元代から西天取経物語にその痕跡を留めている。『朴通事諺解』にはそれらしき痕跡は見られないが、楊劇西遊記では第1齣から第4齣までが江流和尚の話になっている。弘治年間（1488年 - 1500年）に編纂された河南省偃師県の地誌『偃師県志』でもこの説話が触れられており、玄奘の故郷河南省でも当時この話が知られていたことが分かる。
江流和尚説話は、前半部（陳光蕊が地方に任官した際に新妻が賊に奪われ赤児を川へ流す）の「陳光蕊」と、後半部（流された嬰児が高僧となる）の「江流和尚」に二分できる。前半の「陳光蕊」につながる話としては、古くは南宋の周密『斉東野語』巻8に、呉季謙という役人が捕らえた賊が、以前役人を殺して妻を奪った際に、その妻が子供を漆の盒（丸い箱）に入れて流したと語り、十数年後にその妻がある寺の僧坊で漆盒を見つけたので、坊主を呼んでみると亡夫に生き写しだったため、妻は訴え出て呉季謙に賊を捕らえてもらった、という記事が見られる。ただし話の内容は陳光蕊とよく似ているが、三蔵や金山寺とは全く関わりがない。一方、同じく南宋の書で、斉天大聖伝説を載せる『陳巡検梅嶺失妻記』との関連性も指摘されている。『失妻記』の陳辛（陳巡検）も陳光蕊と同じ陳姓であり、江南の地方官へ就任し、新妻を奪われるという基本的プロットが共通するのである。
後半の「江流和尚」に関しても、金山寺に類似した伝説があったという。元末の兵乱で、逃げ惑う女性が誤って赤児を水中に落としてしまった。翌日、兵士が水に浮かぶ赤児を発見して連れ帰り、集慶寺の僧が育てた。それが後に金山寺の住持となった長住禅師だという。長住の俗姓も玄奘と同じ陳であり、これが「江流和尚」伝説に牽強附会された可能性もある。陳光蕊江流和尚は『失妻記』の骨格を利用して、玄奨の父母にまつわる因縁談として作られ、それに金山寺の江流伝説とつなぎあわせられて、高僧出身譚として仕立てられたものであると思われる。

### 太宗入冥
太宗入冥とは、世徳堂本第9回から12回（『西遊真詮』では10回から12回）にかけて語られる、以下のような話である。
降雨を司る涇河の龍王が書生に化け、長安で百発百中と評判の占い師袁守誠に明日の天気を占わせると、玉帝から命令されている時間・雨量と完全に一致していた。不快に感じた龍王は占いを外してやろうと、命令に逆らって翌日の天候を変更してしまう。龍王は玉帝に逆らった罪で、処刑される羽目になる。処刑人は太宗の重臣で、陰間と陽間を往来できる魏徴である。そこで龍王は太宗の夢枕に立って助けを乞い、太宗は承諾する。翌日、太宗は魏徴に碁の相手を命じて行動を監視する。しかし魏徴は対局中についうたた寝をしてしまい、その間に夢の中で龍王を処刑してしまっていた。
その夜、太宗は夢枕に龍王の恨み節を聞かされ、不予（体調が悪化）となり、数日後に崩御する。地獄に至った太宗は兄の建成や弟の元吉の亡霊に捕まりそうになるも、崔判官の計らいで「貞観一十三年」に線を2本追加してもらい、閻羅王に「三十三年」まで寿命を延長されて生き返る。この冥府めぐりから太宗は仏道の重要性を再認識し、施餓鬼法要を開催。その檀主として玄奘が選ばれる。
魏徴は、太宗を補佐した実在の政治家で鄭国公に封じられ、直諫の士として知られた硬骨漢である。この話も前半の「魏徴斬龍」と後半の「太宗入冥」に二分される。
魏徴斬龍は、唐の張文成の『朝野僉載』に似たような話がある（『太平広記』巻125にも引用）。梁の武帝が碁を打っている時、信任する榼頭師という和尚が伺候したが、武帝が碁に夢中で相手の石を「殺してしまおう」とつぶやいたところ、それを聞いた家臣が勘違いして和尚を斬ってしまったという。この話は馮夢龍『古今小説』（『喩世明言』とも）巻37にも「梁武帝累修成仏」として収められており、その後には武帝の皇太子で早世した昭明太子が死んで天上に遊び、数日後に蘇生したとの逸話が載る。これは魏徴斬龍の次に太宗入冥の段が来る『西遊記』と同じ構造であり、同系統の話から発展したと思われる。元代前期の馬致遠の雑劇『薦福碑』第3折「満庭芳」に「我若得那魏徴剣来、我可也敢駆上斬龍台」とあり、演劇では元初に魏徴の話として成立していたらしいが、『朴通事諺解』『真空宝巻』に引用されている元本西遊記には見られない。西遊記に採り入れられたのは明に入ってからと思われ、永楽大典本では「夢」をテーマとした作品として、逆にこの部分のみ抜萃して記載されている。
一方、太宗入冥も『朴通事諺解』には直接見えないが、『捜神大全』巻7「門神二将軍」に「西遊記」を引く記載があり、元本西遊記に存在していた可能性が高い。『朴通事諺解』の注釈には、観音が長安へ来た時に太宗が無遮大会を設け、その檀師だった玄奘法師を西天へ遣わすという内容が書かれており、この無遮大会は太宗が不予となったための法要だったことが考えられる。つまり元本西遊記の段階では後半の太宗入冥の方はあったが、前半の魏徴斬龍はまだ採り入れられておらず、太宗が入冥する（=不予となった）原因は、魏徴とは無関係だったと思われる。
同じ元代の呉昌齢「唐三蔵西天取経」劇では、西天へ出立する三蔵を太宗らが見送る箇所で、太宗の功臣尉遅敬徳の、玄武門の変における功績が異常なほど詳細に語られている。玄武門の変（626年）とは、父の高祖を助けて唐建国に最も功績があった太宗（=秦王李世民）の威勢を恐れた兄の皇太子李建成や弟の斉王李元吉が、太宗を追い落とそうとして逆に殺害された事件である。世徳堂本の太宗入冥の段にも建成・元吉の亡霊が登場している。ここから考えられるのは、元本西遊記の段階では太宗が不予となった原因は、玄武門の変の結果としての兄弟の祟りだったのではないかということである。敦煌から出土した唐代変文「唐太宗入冥記」でも、太宗は兄弟の訴えにより、冥府に召還された設定となっており、古い話では玄武門の変が原因で太宗が冥府巡りをする筋だったらしい。
そんな太宗入冥の発端が、明の永楽大典本において、玄武門の変から魏徴斬龍に置換されたのは、永楽期における出版事情が関連している。永楽帝（朱棣）は唐太宗と同様に、本来皇嗣ではない燕王という立場であったが、靖難の変（1399年 - 1402年）で甥の建文帝（朱允炆）を実力で排除して即位した皇帝である。皇帝や神仏への揶揄を厳禁した明代で、靖難の変を連想させる玄武門の変の描写を残すことは、筆禍事件につながる恐れがあった。このため出版元は太宗不予の原因を変える必要があった。そこで太宗側近に関連する類似の話題だった魏徴斬龍で置き換えたという訳である。
また「斬龍」とは中国気功の内丹術において特別な意味を持つ語である。女丹では月経のことを赤龍といい、斬龍とは女性が仙人となるため、気の流れを内身に錬成し、月経を絶つことを言う。魏徴と未徴は同音(wèi zhēng)であり「魏徴斬龍」は「未徴斬龍（いまだ斬龍をもとめず）」すなわち、まだ月経がある状態=出産できる状態を暗示する。西天取経と本来関連のない魏徴の話が入れられたのは、高僧ゆえに女犯と無縁で物語上しばしば「嬰児」にたとえられる三蔵法師が、物語に登場する段を赤児の誕生になぞらえ、その前に「魏徴斬龍」を配置したという深読みもできる。

## 構成に潜む謎

### 作中の矛盾
これまで見てきたように『西遊記』は一人の作者が最初から書き上げた小説ではないこともあり、作中に矛盾する設定もいくつか見られる。
孫悟空が操る觔斗雲は、一跳びで十万八千里（長安から天竺までの距離と同じ）を飛ぶことができる。しかし三蔵法師が凡胎（通常の人間）であるために雲に乗ることができず、一行は徒歩・騎乗で旅しているという設定である。しかし、第46回車遅国で三大仙の虎力大仙と法力比べを行った際、悟空は五十脚の机をくみ上げた上に三蔵を雲に乗せて座らせている。また第71回では妖怪の賽太歳にさらわれた朱紫国皇后（通常の人間）を救出した後、朱紫国まで三千里の帰路を觔斗雲に皇后を乗せて戻っている。これらの描写は、人間を雲に乗せることはできないという基本設定と矛盾している。
また、第65回小雷音寺で鐃鉢に閉じ込められた孫悟空は、如意金箍棒を錐に変えて亢金龍の角に穴を開け、脱出している。しかし同様の状況である第75回の獅駝洞では、陰陽二気瓶に閉じ込められた時に悟空は、金箍棒を使うことに思い至らず、考え抜いたあげく第15回で南海菩薩からもらった「救命毫毛（命の毛）」という三本の硬い毛を錐に変えて穴を開け、脱出する。同一の作者による記述であれば、以前のことを思い出せないということは考えづらく、小雷音寺の段と獅駝洞の段の執筆者が違うことは明らかである。

### 貞観27年の謎
『西遊記』では第100回の三蔵法師の帰国を「貞観27年」のできごととしている。しかし唐代の貞観という年号は実際には23年（649年）までしかなく、貞観27年という年は存在しない。史実の玄奘が唐に帰国したのは同19年（645年）である。このようなずれが生じた最大の理由は、出発の年を大きく後ろへ移動させたことにある。史実で玄奘が出国したのは貞観3年（629年）であり、世徳堂本第13回で三蔵法師が出発したのは同13年（639年）と、10年ほどずらしたためである。これは「第13回」と「貞観13年」を符合させるためであったと思われる。

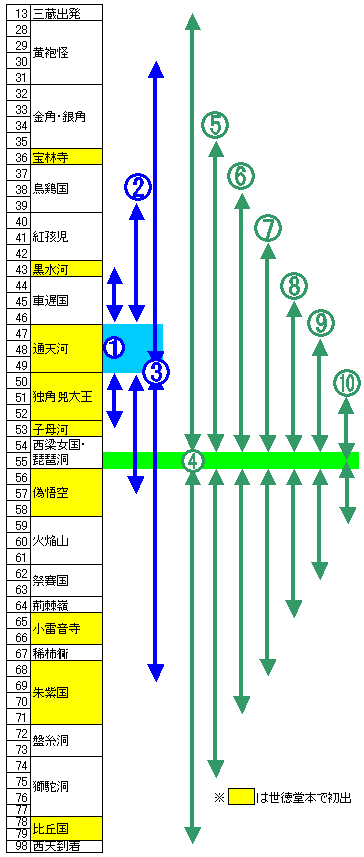
世徳堂本の対称構造

それならば帰国の年を早めれば貞観年中に収まるのだが、『西遊記』では往路にかかった年数を14年としなければならない理由があった。これは第98回に説明があるように、三蔵が西天で授かる経典の数5048巻を、旅にかかった日数5048日に符合させるためであった。一年を360日とすると、360×14=5040日という概算となる。足りない8日分については、ここまで八十難を乗り越えた三蔵の残る最後の一難として、第99回で西天と東土を往復させられることになる。なお、史実の玄奘が持ち帰った経典は657部だったが、『西遊記』で経典の数を5048巻としているのは、玄宗皇帝時代の開元18年（730年）に智昇が編纂した、後漢から唐までのすべての漢訳仏典を目録にした『開元釈教録』に載る「1076部5048巻」という値に由来する（この巻数はすでに『詩話』の段階で取経物語に採用されている）。このように、全14年という旅にかかる時間が先に決まってしまっていたため、出発を遅らせた分、貞観27年というあり得ない帰国年が生じることとなった。

### 対称構造と数字の魔術
中野美代子は世徳堂本の全体構成を俯瞰し、その組み立ての中に巧妙なシンメトリー（対称）構造が仕掛けられていると主張する（この段落は全て中野美代子 2000の第2章「数字の読み方」による）。
- 三蔵一行は第98回で天竺に到着するが、全行程（十万八千里）の真ん中である通天河[※ 35]を訪れるのが98÷2の第49回に配されている。

第43回の黒水河(*)、第53回に子母河(*)が配置され、3つの河川が第49回通天河(*)を軸として対称となっている（①）。
第39回に道士が偽三蔵に化けるが、第49回を軸にした反対側の第57～58回で偽悟空（六耳獼猴）の段(*)がある（②）。
三蔵の乗馬玉龍が人語を話すのは第30回紅孩児の段と第69回朱紫国の段(*)で、これも第49回を挟んで左右対称位置にある（③）。
- 長安を出発する第13回から天竺に到着する第98回までの回数の半分となる第55回を中心として、類似の話が左右対称で配置されている（④）。

第32～35回の金角・銀角と、第74～77回の獅駝洞は、ともに複数の魔王を相手に戦い、孫悟空が敵の兵器（銀角の紅葫蘆（瓢箪）、三大王の陰陽二気瓶）に閉じ込められて脱出する、など話の構造が類似する（⑤）。
第37～39回の烏鶏国と、第68～71回の朱紫国(*)は、ともに王妃が妖怪の妻とされ、三蔵一行の活躍により、王妃が奪還され、国王が復活するという同様のプロットを持つ（⑥）。
第40～42回の紅孩児と第68～71回の朱紫国(*)は、猛火との戦いという共通点を持つ（⑦）。
第44～46回の車遅国の偽道士と第65～66回の小雷音寺(*)の偽仏祖は、ともに偽聖者との戦いである（⑧）。
第47～49回の通天河(*)と第62～63回の祭賽国は、水中戦という共通点を持つ（⑨）。
第50～52回の獨角兕大王(*)と第59～61回の火焔山（牛魔王）はともに牛の妖怪との戦いである（⑩）。
注目すべきは上掲項目の中で(*)がつくものは世徳堂本が初出すなわち、旧本西遊記までには見られない話ということである。対になっている話のうち片方が世本で初出ということは、全体を対称構造にするために、元々あった話に類似したコピー説話を作りだし、わざわざ対称位置に配置したことを示唆する。
易学で、陽数（一・三・五・七・九）の合計25を天数といい、陰数（二・四・六・八・十）の合計30を地数といい、その二つを合わせた55は、天地数と呼ばれる特別な数でもある。そして49は7の二乗数である。すなわち軸となった49・55回にも神秘数的な意味がある。また各回数にはやはり易の六十四卦に込められた意味も内包されているという。さらに、三蔵が西天に至るまでに受けるはずだった災厄は全部で八十一難だったことが第99回に明かされるが、これは道教の聖数である九の二乗数であるとともに、回数の99の十の位と一の位を掛けたものでもある。さらにその八十一難を受けることになった原因（三蔵が前世で如来の説法中にうたた寝したために下界に落とされた）が、悟空の口から初めて語られるのは第81回なのである。
このほかにも7の倍数回に釈迦や三蔵に重要な動きがあるとする田中智行の指摘もある。このように世徳堂本の章回構成には、様々な道教的神秘数のトリックがちりばめられている。上記の貞観13年の出発も、55回を軸として到達の第98回と対称位置となる第13回に配する必要があったためという可能性が高い。というのも世徳堂本第9回には、物語上さして必要ではない木こりと漁夫の退屈な詞のやりとりが延々と続く、明らかに冗長な箇所があり、出発を第13回にするための回数合わせ調整をした形跡が見られるためである。

## 西遊記の影響
『西遊記』と同じ16世紀に成立した『水滸伝』第59回には、芒碭山の山賊として「混世魔王樊瑞」「八臂哪吒項充」「飛天大聖李袞」という3人が登場し、明らかに『西遊記』登場人物の影響を受けたあだ名となっている。『水滸伝』の成立は16世紀前半と推測されるため（詳細は水滸伝の成立史を参照）、これらの人物のあだ名は『西遊記』成立以前の旧本西遊記から取られたものと思われる。また『水滸伝』のスピンオフ的作品である『金瓶梅』でも、第73回に猪八戒が醜い顔の代表として言及されている（第76回には「朱八戒」の語が現れる）。
また神怪小説『封神演義』では李天王・哪吒・金吒・木吒・二郎神など、『西遊記』に登場した神々が大活躍する。『封神演義』の成立は世徳堂本からやや遅れた天啓年間（1620年代）頃と見られ、『西遊記』の影響を直接受けた作品である。仏教説話の衣をまとった『西遊記』では表向き仏教の神々が高い位置にいたが、道教主体の『封神演義』では、仏教の発祥よりも古い殷周革命期を扱うこともあり、完全に立場が逆転。燃灯仏が燃灯道人、観音菩薩が慈航道人、普賢菩薩が普賢真人、文殊菩薩が文殊広法天尊など、道教的な神名をつけられて登場する。
このほかにも明代には『西遊記』の影響を受けた神怪小説が多く作られている。主なものを挙げると、第61回火焔山解決後の続篇として明末の董若雨が書いた『西遊補』（1640年）全16回は、孫悟空が別世界を旅して古今の英雄達と出会う物語。また清初の『後西遊記』全40回は、三蔵取経から200年後を舞台に唐半偈・孫履真・猪一戒・沙弥らの旅を描いたもの。このほかにも多くの続篇が書かれている。一方『西遊記』は、清代には演劇の題材としても人気となっている。

### 四遊記・西洋記

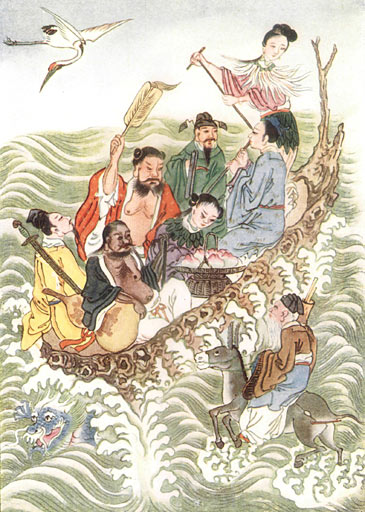
八仙図

『西遊記』が評判となると、その影響から明・清代には『西遊記』の模倣作品や、『西遊記』を意識した別の神怪小説作品が生れるようになる。それらのうち『東遊記』『南遊記』『北遊記』をオリジナルの『西遊記』と合わせて四遊記（しゆうき）と呼ぶことがある。
『東遊記』（全2巻56回。『八仙東遊記』、『上洞八仙伝』、『八仙出処東遊記伝』とも）は明の呉元泰の作。道教の仙人のなかでも有名な八仙（李鉄拐・漢鍾離・呂洞賓・藍采和・韓湘子・何仙姑・張果老・曹国舅）が東海に渡る時に龍王の太子と諍いを起こし、天界を巻き込む戦闘に発展するという神怪小説である。明代の戯曲『八仙過海』が元となっており、その段階では八仙のメンバーも固定化していなかったが、『東遊記』の流布以降は上記の八仙メンバーで固まったという。
『北遊記』（全4巻24回。正式には『北方真武玄天上帝出身志伝』）は、『水滸伝』や『三国志演義』に多くの増補を行ったことで知られる余象斗の編による玄天上帝の物語である。隋の煬帝の頃、玉皇上帝（玉帝）の三つの魂の一つが下界に降され、何度か転生した後に、浄楽国太子として武当山（太極拳発祥の地）で42年間修行を積み、天上に昇って玉帝に拝謁し、玄天上帝に封ぜられる。そして七星剣を手に、天界から下界に転生していた36員の天将（趙公明・関羽・馬元帥・雷公など）を帰順させ、平和をもたらしたという筋である。物語を隋の煬帝期としているのは、仏教の「劫」（kalpa、久遠の時間）の概念が道教へ転化された際につけられた天上宇宙の年号（龍漢・延康・赤明・開皇）の「開皇」が史実の隋の年号と混同されたものと思われる。
『南遊記』（全4巻18回。正式には『五顕霊官大帝華光天王伝』）も余象斗によるもので、馬華光を主人公とし、その母を救出するまでに至る物語である。華光は霊官馬元帥と呼ばれ、道教の四大元帥の一人。三つ目で風火二輪に乗る。元帥神は五代から宋にかけて、道教で信仰された武神である。『南遊記』では華光を釈迦如来の弟子の妙吉祥とし、如来の怒りを受けて下界に降された華光が転生を繰り返しながら騒ぎを起こし、玉帝から討伐軍として派遣された哪吒にも勝利する。その後鉄扇公主と知り合って結婚し、地獄で大暴れした後、孫悟空とも戦い、最終的には如来によって捕らえられ、仏道に帰依するという筋である。『南遊記』には孫悟空も登場するが、『西遊記』で出家したはずであるのに息子や娘がいることになっている。
四遊記と同様に『西遊記』を意識した題名をつけたものに、羅懋登の作になる『西洋記』全100回（正式には『三宝太監西洋記』）がある。永楽帝期に行われた宦官の鄭和（三宝太監）による南洋大航海の史実を元に作られた、海洋版『西遊記』ともいえる神怪小説である。『西遊記』で史実の玄奘の旅路と無関係な妖怪が多数出現するのと同様、史実の鄭和の航海とは関係のない異国の術士が多く立ちふさがる。ただし三蔵法師と同様、鄭和自身は大して活躍しない。史実の鄭和は回教徒であったが、『西洋記』では鄭和に同行する張天師（道教の教主）・金碧峰長老（実は燃灯仏）という道教と仏教の聖人が魔術で解決する。最終的には冥界まで到達し、明に帰国して皇帝に賞されるという筋となっている。『西洋記』の序文は万暦26年（1598年）に記されているため、世徳堂本とほぼ同時期の成立である。第21回に『西遊記』の内容を紹介した部分があり、三蔵が連れている弟子を斉天大聖・灙来僧（沙悟浄のことか）・朱八戒としており、弟子の順番および八戒の朱姓など、旧本西遊記に近い系統のテキストを参照した形跡も見られる。

### 西遊記と演劇文化

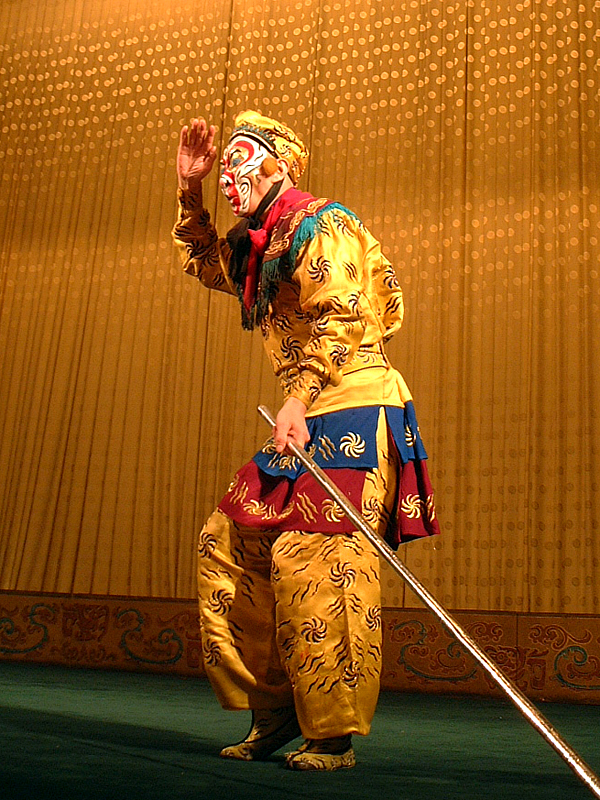
京劇における孫悟空

『西遊記』は、元明時代にすでに戯曲化されていたが、小説が完成されるまでの間に、その内容は吸収され、後世に伝承されるほどの傑作はなかった。しかし清代の西遊記劇になると情況は一変。逆に小説からエッセンスを吸収しつつ、小説の流布に便乗した形で西遊記劇が上演され、小説よりも幅広い人々の支持を獲得し、受容されたのである。完成の域に達した小説『西遊記』が文字の獄を免れ、風教と合致するという評価を得たことが、西遊記劇の流布に大きく影響した。
そんな清代の代表的な西遊記劇が、張照が撰した『昇平宝筏』240齣である。乾隆帝の御前で演じるために、小説『西遊記』を基礎としつつ、旧西遊記劇の要素を採り入れた作品で、熱河の避暑山荘に設けられた清音閣や、北京の円明園に設けられた三層の大舞台清音閣などで、国家事業として大々的に上演された。乾隆55年（1790年）の万寿節（皇帝の誕生日）には、円明園で10日間続けて上演したという。乾隆帝没後も歴代皇帝の前で頻繁に演じられたため、『昇平宝筏』には多くの異本が伝わる。
清の宮廷で演じられた西遊記劇は、ほかにも『西遊記』の名場面を抜き出した『進瓜記』や『江流記』『水簾洞』などの作品もあった。『進瓜記』は『西遊真詮』第11・12回、『江流記』は第9回、『水簾洞』は、大鬧天宮の前半部を演劇にした作品であり、『西遊記』人気と物語の普及具合を物語る。

### 東アジア諸国の西遊記
元々多国籍的な要素のある西遊記説話は、上述の通り『詩話』の段階ですでに西天取経説話の原型が、西夏や契丹など他国にも伝わり、各種刊本が日本や朝鮮に残り、チベット仏教の要素がモンゴル人によって元本西遊記に採り入れられるなど、早い段階から中華王朝以外の国々とも互いに影響しながら育まれてきた。

#### 日本

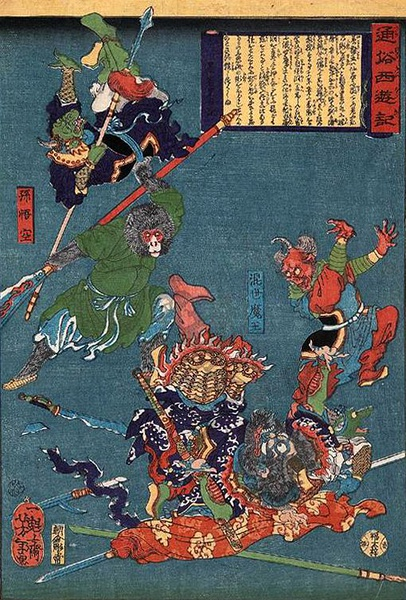
『通俗西遊記』挿絵

日本には、入唐して玄奘の弟子となった道昭（行基の師）が伝えた法相宗が南都六宗に数えられ、玄奘が訳した仏典も珍重されたため、早くから玄奘に対する崇敬があった。「釈迦十六善神図」や深沙神像など、玄奘に関連深い仏教絵画も多く残り、また『詩話』の最古本が現存するのも日本においてである。玄奘に対する親近感とともに、漢文文化に対する理解も深く、西天取経物語も単なる娯楽作品として軽く見られた中国国内より、むしろ日本において珍重され、長く伝存した。江戸幕府の図書館である紅葉山文庫の目録『御文庫目録』には、江戸時代初期に徳川家康に仕えた林羅山が楊閩齋本の『西遊記』を入手していた記録が残り、やはり家康の顧問だった天海が所蔵した『西遊記』が日光世徳堂本である。これを含め、現存する世徳堂刊本4種はすべて日本で伝存されてきた。ただし『西遊記』は文言（正則の漢文）ではなく、白話文体で書かれていたため、漢文知識が主体の一般的な知識人には理解しづらく、一部の好事家や唐通詞のみが唐話学（実用中国語会話）の教科書代わりとして愛好してはいたが、作品の邦訳には時間を要した。日本最初の翻訳本は西田維則（口木山人）の『通俗西遊記』（宝暦8年（1758年）から刊行開始）であるが、西田が明和2年（1765年）に没したため、その後訳者を幾たびか変えながらも結局、天保2年（1831年）に第65回までの岳亭丘山の訳が出版されたのを最後に、未完で終わった。丘山の訳はその後も続けられ、全100回のダイジェスト本『画本西遊全伝』が天保8年（1837年）に刊行。これが完訳された日本語の『西遊記』の嚆矢となった。これらの訳本は、江戸後期に栄えた貸本屋文化に支えられ、瞬く間に普及する。
その間曲亭馬琴は『西遊記』を日本人向けに翻案した『金毘羅船利生纜（こんぴらぶねりしょうのともづな）』を文政4年（1825年）から天保2年（1831年）にかけて執筆している。ただし『西遊記』第42回にあたる第八篇までの翻案にとどまり、未完に終わっている。主人公を三蔵から浄蔵法師（平安時代の実在の僧侶）に置き換え、その父三善清行に陳光蕊や魏徴の役割をまとめて与えている。浄蔵（実は役行者の再来）は、観音の命令で金比羅神王を迎えに天竺に向かう。供となる悟空・八戒・悟浄・龍馬の代わりが、石柝神（いわさくのかみ、後に伽毘羅坊と改名）・羽悟了（八戒）・鵜悟定（沙和尚）・小龍王金鱗である。その際、沙悟浄を川に住む河童（カッパ）と読みかえ、そのイメージを沙和尚と結合させた。ここから河童に親近感を抱いていた近代の日本人は、各地の水怪・河童伝説と沙悟浄を結びつけ、日本では沙悟浄が河童であるというイメージが広まることになる。この作品は太宗の役割を醍醐天皇に割り当てたため、『菅原伝授手習鑑』の筋も取り込み、また冥府めぐりは小野篁の伝説を踏まえたものとなっている。

#### 朝鮮
朝鮮半島でも『朴通事諺解』に元本西遊記の内容が保存されているように、高麗時代（918年 - 1392年）から中国語会話の教材として、西天取経説話がもたらされていた。李氏朝鮮成立（1392年）後、明の朝貢国となるが、明皇帝からはたびたび宮中で印刷した書籍が、朝鮮国王に下賜された。その中には小説や戯曲も多く含まれていたという。明刊『西遊記』の流入も早く、宣祖王時代の文人政治家許筠（1569年 - 1618年）の蔵書録『西遊録跋』には『西遊記』について、虚構に満ちてはいるが自分には娯楽の一つだと記している。許筠の著した冒険小説『洪吉童伝』は『水滸伝』の翻案と言われることが多いが、主人公洪吉童の変身など、むしろ『西遊記』の影響が窺える。金萬重の『九雲夢』（1689年）巻4では、楊元帥が南海太子を攻めた際に用いた宝剣が、実は魏徴が涇河龍王を斬った時の剣だ、とあるなど、17世紀には朝鮮半島知識人に『西遊記』が普及していたことが分かる。清代に入る頃には、明刊本を一部ハングル訳した『唐太宗伝』などが出、現在数種の刊本が残る。

#### モンゴル・満洲
モンゴルは、元朝モンゴル帝国時代にチベット仏教と玄奘伝説が結びつく仲介を果たし、元本西遊記を生み出した重要な役割を果たした。明代に入っても楊劇西遊記の作者楊景賢は漢化したとはいえモンゴル人である。明朝が成立するとモンゴルは北へ後退したが、満洲人の清朝が成立すると、モンゴル人は再び清皇室の同盟者として中国に進出する。清朝高官となったモンゴル人は、清代中期頃から著名な中国小説のモンゴル語訳本を読んでいたらしく、『西遊記』も乾隆56年（1791年）版などいくつかの蒙古語西遊記が現存している。車臣可汗王府（車王府）旧蔵の手抄本『説唱西遊記』など、モンゴル藩王が独自にアレンジした作品も伝わる。なお満洲語訳は明末清初に作られたと思われ、サンクトペテルブルクに光緒11年（1885年）の15冊本、大阪に康煕27年（1688年）の38冊本、北京故宮博物院図書館に年代不明の50冊抄写本が残る。

#### 東南アジア
ベトナムでは後黎朝後期から阮朝にかけて、文言・白話問わず中国の小説が多く受容された。明・清刊本の伝存は現在確認できないが、『西遊真詮』に依拠したと見られるチュノム表記のベトナム語訳『西遊伝記』（全100回）がフランスに残っている。成泰5年（1893年）ハノイ同文堂が刊行したダイジェスト本『西逰伝』は、各行が上六字/下八字に分けられ、「伝（チュエン）」と呼ばれる六八体の演歌の特徴を示している。
タイは仏教国であることから『西遊記』を受容する素地があった。チャクリー朝成立後、国王ラーマ1世が文芸復興を期し、国家事業として中国小説を翻訳するプロジェクトが開始され、1802年には『三国志演義』のタイ語訳『サームコック』が完成。ラーマ1世没後も翻訳事業は進められ、ラーマ2世期には『東周列国志（リエットコック）』が生まれ、その後ラーマ6世の時期までに多くの小説がタイ語訳され、その中に『西遊記』のタイ語訳『サイイウ』も成立した。